# 銃皇無盡的法夫納
《銃皇無盡的法夫納》是ツカサ著作，梱枝Riko插畫的日本輕小說作品，由講談社輕小說文庫出版發行。繁體中文版由東立出版社代理發行。
2014年6月傳出將會動畫化的消息，7月2日正式宣布動畫化。2014年9月宣布於2015年1月播放。

## 故事簡介
某天突然出現了名為「龍」的怪物，讓整個世界陷入恐慌之中，唯一能對抗牠們的，就只有擁有滅龍之力，且几乎都是少女人物，將它們滅龍之力成為「D」。而身為唯一例外的男主角物部悠，有一天突然接受調職令來到密得加爾，除了必須要在全是少女的學校生活之外，同時還必須運用「D」的能力與龍對抗。

## 登場角色

### 主要角色
物部悠（聲：松岡禎丞、千本木彩花（幼年））
本作男主角。16歲，尼福爾（北歐神話中的霧之國）與米德加爾（北欧神话中人类居住的地方）軍階同為少尉。布倫希爾德教室座號8號。12月25日出生。龍紋位置為左手。
世界唯一一名男性的「D」，原本應該到米德加爾接受保護，後來卻遭尼福爾從中攔截，更因此成為尼福爾的部下，隶屬於對「D」特種部隊「斯雷普尼爾」小隊，被稱為「惡龍（法夫納）」。
直到三年後（兩年半後由夏洛特發現、再經半年的交涉）才由妹妹深月利用職權將他調來米德加爾。
但來到米德加爾以後，仍然與前直屬上司洛基少佐保持有時的聯繫（雖然幾乎是單方面的聯繫）。
在尼褔爾時期或對人作戰時是以其直接物質變換而成的電擊手枪「AT·涅伽爾」（AT Nergal）戰鬥，需要更強火力時還會變換出對物步槍「AT·伊絲塔」（AT Ishtar）。
來到米德加爾以後，在對龍作戰或面對AT·涅伽爾無法解決的敵人時使用的虛構武裝為大口径装饰手枪「齊格菲」（Siegfried）。
在「D」中的上位元素生成量非常少，以物質變換而言無法變換出10千克以上的東西出來（一般的「D」最少能生成10噸）。
需要藉由其他「D」的上位元素獲得將龍擊倒的巨大力量。而且無法以此讓自身獨力空中浮游。
早在六歲時因交通事故，深月的父母雙亡，此時「D」的能力覺醒。以後深月成為物部家的養女，與深月是沒有血緣關係的兄妹（邻居的六年與作为家人的七年。两人一起度过十三年的时光）。
三年前藍之赫卡同克瑞斯在七登市出現前一天，曾在河川遇上奇力。第二天赫卡同克瑞斯隨即襲來時，為了保護妹妹深月而與綠之尤克特拉希爾交易，得到一部份能夠製作擊倒龍的兵器的情報。
後來生成马尔杜克特殊火炮「淨界之炎」（Megiddo），成功擊退赫卡同克瑞斯，卻失去恐懼心與深月以外（包括遇上奇力）的記憶。
與利維坦之戰時，重新連結當時切斷的情報網路，生成能重創利維坦的兵器马尔杜克主炮「封鎖天空之塔」（Babel），但是也失去與深月成為家人以前的回憶（包括婚約者約定）。與赫拉斯瓦爾格爾的決戰中第三度連結情報網路，生成能殲滅赫拉斯瓦爾格爾的兵器马尔杜克念式連裝炮「貫通彼岸的方舟」（Noah），更讓三年前到出生時的所有記憶全都被資料覆蓋，此外尤克特拉希爾還開始可對他進行記憶及行動上的控制。其后由蒂亞证實其实是封印记忆。
失忆前曾与深月有过“一直在一起”的约定。但是因为与尤克特拉希爾的交易而丧失这段记忆。在擊殺巴西利斯克以後，與深月對話中意識到喪失記憶的嚴重性後，除了告知伊莉絲關於與尤克特拉希爾的交易一事，亦跟她说过现在的他也许是喜欢着伊莉丝的，但这或许不是真正的他。并请求伊莉丝保密他失忆一事，希望伊莉丝能帮助他找回以前的记忆。以後有任何秘密也是率先向伊莉丝公開。在擊殺赫拉斯瓦爾格爾以後，亦先後向麗莎和蓮告知交易之事。
真正身份是蒼龙，天生擁有第9權能「诺因」（Neun）。持有的权能与第二世代的複合龍種的能力类似，可以使复数的「D」龙化，支配力甚至远胜於第二世代的複合龍種，但範圍僅限於與悠有強烈羈絆的「D」。由於能使看上的對象龍化，可說是超脫於「D」的龍。被尤克特拉希爾称為“诺因（9）”，奇力亦在與他交戰後認定他是诺因。但男性的「D」並非弗栗多所需要的，被弗栗多稱為「尤克特拉希爾的傀儡」和「非正規者」。由於並未與作為災厄的真龍接觸過，也不知道自己身為抗體龍種應該做的事，導致其抗體龍種的身份被弗栗多懷疑。
在加入尼福爾後被移植本應被龍廢棄的第8權能「惡龍（法夫納）」的一部分力量，能对人和變成人的龙造成伤害，亦是得到該力量後不會變質的成功例子。在艾爾利亞公國時為了保護菲莉爾，對赫瑞德瑪首度下了殺人覺悟。與弗栗多的戰鬥中，更因深月被害而萌生殺意，讓他與惡龍的界限變得暧昧不明。
擊敗利維坦和赫拉斯瓦爾格爾後開始能夠藉由上位元素使用「萬有斥力」（Antigravity）與「顯靈粒子」（Ether Wind）能力。弗栗多解釋他沒有因能力而龍化是因為能使出的力量比本來的龍過於弱小。
在學園祭第二天，麗莎向他說明其記憶喪失原因時，一度被尤克特拉希爾侵蝕意識而被其控制，雖然得夏洛特的支配權能壓制控制能力，但亦令左手活動不能。其後討伐尤克特拉希爾時，因尤克特拉希爾的控制力與支配力拉鋸而再陷於被其控制的危機。這時因蒂亞的揭發被众人发现与尤克特拉希爾交易一事。在蒂亞使用新力量，成為尤克特拉希爾的新中樞以後脫離其控制，左手也得以恢復自由。
在回到物部家第二天早晨，終於向全體公開與尤克特拉希爾交易會失去記憶之事以後，由蒂亞清除记忆封印。以為會被本來的他覆蓋的悠，恢復記憶以後卻不但恢復對深月的感情，心中也保有對伊莉絲的感情。最初能夠恢復的幾乎都是與深月一起時的記憶，走到河川時恢復三年前遇上奇力的記憶，並因而救下失去意識的約翰和負傷後昏迷的奇力。
當弗栗多以深月為目標，並以具有毒性（昏睡）的黑龍之血使她昏睡時，以「惡龍（法夫納）」的力量將其擊敗。
與克拉肯茲拜決戰時，因目睹克拉肯茲拜企圖將伊莉絲龍化，不想伊莉絲被克拉肯茲拜奪走的思念令「诺因」的力量覺醒。這時變成最接近龍的人，其龍紋也變成代表自身的藍色。隨後證實不只伊莉絲與克拉肯茲拜，還將布倫希爾德教室全員與奇力的龍紋也由紫色轉變為藍色，因而從回密得加爾開始被監禁處理。在洛基的运作下，原本便持有大量法夫纳的废弃因子，在小說10卷后更是与艾列拉一起承担了大部分的废弃因子。能通过扭曲他人命运达到对人战的无敌。
伊莉絲·芙蕾雅（Iris Freyja，聲：日高里菜）
本作女主角之一。16歲，軍階為二等兵。布倫希爾德教室座號7號，有著班級的劣等生之稱。龍紋位置為側腹。
性格開朗，有著基本的陽光氣質，但也有冒失娘的缺失。
一年前因為白之利維坦引起的龍災失去家人，也在此時「D」的能力覺醒，並為了替家人報仇進入密得加爾。
在海邊游泳時因為泳衣被水沖走，尋找泳衣時與初次來到密得加爾的悠相遇。起初將悠視為侵入者和變態，後來在不斷接受悠的幫忙後，解開這個誤會並開始對悠有了好感。最先從悠口中知道悠与尤克特拉希爾的交易一事，但亦因而知道丧失记忆以前的悠本來喜歡的人是深月以後，也只能感慨只差一步。悠恢復了記憶後，更加深與悠和深月的感情矛盾，但與深月一樣都是想將悠讓愛給對方。悠的權能「诺因」覺醒以後才令互相禮讓結束。
虛構武裝為魔法少女樣式的銀色魔杖「雙翼之杖」（Caduceus）。對物質變換的操控力低，無論什麼物質都會引起爆炸，即使是最安定的元素秘銀也不例外。而且無法以此讓自身獨力空中浮游。但其實個人具有空間把握能力，並得到悠的逆向思維建議后作出的訓練後展現（動畫版改為在救悠時首度展現）。其後在利維坦一戰中，在悠的協助下，將錯就錯並發展出遠距離物質變換轟炸的攻擊手段。
擊敗巴西利斯克後完全繼承「災厄時間」（Catastrophe）的能力，但直到學園祭中悠被尤克特拉希爾擊中了才成功使出。在正式討伐尤克特拉希爾時可依其意志使用，這時使用的是雙翼之杖的紅色杖身版本「災厄之杖」（Caduceus Catastrophe）。但一開始还不清楚為何不用经过上位元素变换和虛構武裝即可直接使用災厄時間的原因，据学院长夏洛特所言有变为龙的風險。
其后證實身體變質为龙的原因是追求更強的新力量，因而能使用災厄時間並不斷增強。結果原來運動神經不佳的她，身體能力逐漸上升，第8卷時能在網球上與麗莎比賽甚至揮出殺球；以後眼睛變成紅色，因本身視力的提升而能輕易目視克拉肯茲拜，以至能從雙眼裡放出的紅色閃光；甚至連物質變換操控力也達到了生物體變換的領域。弗栗多解釋是即將變成下一位巴西利斯克。
弗栗多以人類形代現身時，少數直接表達支持對話的主和派。
曾被利維坦看上而差點龍化，最後利維坦遭到悠等人擊敗，得以避免變成龍。但在與克拉肯茲拜首戰後又被其看上。在深山別墅戰鬥中為保護深月免受裝甲兵自爆波及，被瓦礫擊中後出現了巴西利斯克的鱗片。最終與克拉肯茲拜決戰時，被克拉肯茲拜抓住並快要變成其伴侶前，因被「诺因」覺醒的悠抓住其右手而由悠將她龍化（變成紅鱗的身體、變成紅色的眼睛與上升的身體能力亦因在龍化時「變回人類」而還原）。
物部深月（聲：沼倉愛美）
本作女主角之一。軍階為中佐。16歲，和悠相差一個月，布倫希爾德教室座號3號。龍紋位置為頸部。
現任密得加爾的學生會長，也是現任龍伐隊隊長，因为甜品制作的非常好吃所以在同学中很有人望。
為悠的義妹，雖然常常對悠很嚴厲，可是心裡頭其實很在乎悠。在眾人前顧及自己身份，而私下經常對悠撒嬌。喜欢悠，曾与悠有过“一直在一起”的约定（婚約者）。
虛構武裝為弓「五閃神弓」（Brionac）。過去曾經在學校的體驗課中接觸弓箭。在「D」中是唯一能生成大量反物質的人，更曾利用反物質生成的「終之箭－天落流星」（Last Quark）擊殺兩條克拉肯（一條為原本存在，另一條是好友龍化）、利維坦和巴西利斯克，重創赫拉斯瓦爾格爾和尤克特拉希爾。弗栗多解釋她沒有因能力而龍化是因為沒有繼承完全的能力。
六歲時因交通事故而父母雙亡，也在此時「D」的能力覺醒。以後成為物部家的養女，與悠是沒有血緣關係的兄妹（邻居的六年與作为家人的七年。两人一起度过十三年的时光）。
三年前藍之赫卡同克瑞斯襲來後，為了尋找悠而來到密得加爾。但來到以後卻發現悠不在密得加爾以後，不得不為尋找悠而努力。
即使在學校很受歡迎，這三年間卻將龍化的好友篠宮都與將其龍化的龍都一箭射殺，並因而招來麗莎的憎惡。
在付出極大代價以後（擊殺龍和殺死龍化好友得到權力），利用權力將悠調來密得加爾，並就近監視學園中身為唯一男性的悠以免其擾亂風紀。但她本人也對哥哥有著佔有欲，當悠親近其他女孩時就會變得有些暴躁。
因殺死好友而對自己產生罪惡感，曾說過要一直與龍戰鬥補償，即使不實現與哥哥的約定。
在擊殺巴西利斯克以後，因麗莎和悠的幫助下自己罪惡感得到解決，並向悠提起約定，揚言不會放棄哥哥，但也因而讓悠意識到深月事實上是義妹。
但在擊殺赫拉斯瓦爾格爾以後，悠對自己的態度突然截然不同。雖然懷疑一些事，但卻未得到確定。之後一直懷疑哥哥隱藏的事實，加上哥哥開始親近其他女性，而對自己越來越疏離。
直到討伐尤克特拉希爾時，因蒂亞揭發而得知悠與尤克特拉希爾交易並且令身體被控制（但仍未得知失去記憶一事）而深感自責，更曾企圖單人不顧生命危險為同伴開路到尤克特拉希爾所在之處，被蒂亞阻止。
討伐尤克特拉希爾以後回到物部家的第二天，因伊莉絲道歉時說出「恢復」兩字，終於得知了悠與尤克特拉希爾交易會失去記憶一事。
克拉肯茲拜襲來時自稱自己能討伐它，但在討伐克拉肯茲拜時卻因其少女模樣的容貌而下不了手，最後更因心理創傷而一度無法戰鬥。
當弗栗多以她為目標向伐龍隊襲來時，被其從傷口注入具有毒性（昏睡）的黑龍之血而陷於昏睡，直到回密得加爾以前仍然未醒過來。
經過克拉肯茲拜的決戰並導致其龍紋變成悠的藍色以後自愿被悠龙化。
體內擁有毀滅世界的第九次災厄。
麗莎·海渥卡（Lisa Highwalker，聲：金元壽子）
布倫希爾德教室座號1號，16歲。龍紋位置為臀部。
為金髮碧眼的英國藉少女。班級的領導者，並把其他同學當成家人看待。早在入學密得加爾以前就與菲莉爾認識。雖然常指責伊莉絲的缺點，但其實是關心她的表現。蒂亞編入布倫希爾德教室以後，多數是由她照顧。
虛構武裝為長槍「永恆之槍」（Gungnir）。事實上本人學習的事情中喜歡的是槍術，而虛構武裝名字為深月所取。
兩年前參與過克拉肯之戰，很清楚被迫殺死龍化同伴的深月的自責，在深月希望有人怪罪她的時候也主動承擔這份責任。
此外亦是對身為男性的悠的強硬派。最初對悠抱有距離感，在悠的協助下擊敗利維坦以後才對悠改觀。其後學園祭前夕，為了避開雙親的婚約而與悠進行假扮戀人的訓練。期間從悠口中得知悠因与尤克特拉希爾的交易失忆一事之后，决定帮助悠取回记忆並喜欢悠。
因被尤克特拉希爾控制的悠襲擊，並得到夏洛特的支配權能所救，亦得知夏洛特的真正身份。
因奇力企圖將蒂亞帶回的戰鬥中敗給奇力，之後一直秘密地在磨練對人技術，並於對尼福爾人型無人兵器時首度展現。
克拉肯茲拜襲來時與菲莉爾留守物部家以負責護衛與監視奇力，隨後菲莉爾與蒂亞追擊弗栗多而獨自維持行動。
經過克拉肯茲拜的決戰並導致其龍紋變成悠的藍色以後自愿被悠龙化。
菲莉爾·克雷斯特（Firill Crest，聲：花澤香菜）
悠的同學，布倫希爾德教室座號2號，15歲。龍紋位置為肩口。
早在入學密得加爾以前就與麗莎認識。
興趣是讀書，不單上課以外，甚至連走路也會拿著書看。而在宿舍房間內時也會玩遊戲，但涉及能可自由更改男主角名字的電玩時，卻總會使用悠的名字。
虛構武裝亦是名為「虛構魔書」（Necronomicon）的魔法書。
祖父是艾爾利亞公國的國王，因此有皇室血統。
布倫希爾德教室的學生中對悠的方式最為積極（例如在温泉公然從後面抱著悠）。赫拉斯瓦爾格爾對奇力失去興趣後成為其新的求偶對象。最後被悠所救，開始對悠有好感。
經過克拉肯茲拜的決戰並導致其龍紋變成悠的藍色以後自愿被悠龙化。
艾列拉·露（Ariella Lu，聲：德井青空）
悠的同學，布倫希爾德教室座號5號，15歲。龍紋位置為下腹部。
心直口快、男孩子氣的少女。出身於政治情勢不安定的中東大國，並經歷無數的生離死別，所以十分重視效率與實用性。
虛構武裝為拳套「牙之盾」（Aegis）。
過去重要的人在死去之後被黃龍赫拉斯瓦爾格爾吞噬靈魂，因此憎恨對死者絲毫不留餘地的赫拉斯瓦爾格爾。
以前曾經待在龍排斥者團體之中並跟著學習武術。但「D」的能力覺醒後，卻反被該團體賣給蓮的父親宮澤健也，並作為蓮的義姐。雖然很感謝健也幫助自己，但對健也毫不在意女兒蓮的舉動一直無法諒解。
在艾爾利亞公國與約翰交手中知道其真正性別。
真正身份为尼福尔间谍，和悠一样有着有着废弃权能「惡龍（法夫納）」的一部分力量。一旦手握武器便会冷酷无情，视人命为草芥。
吃下洛基提供的藥物而失去自我，和悠於學園長辦公室前決鬥，最後被悠以一指碰觸其額頭，將其自我恢復並龍化。
當洛基要用封锁天空之塔（巴别塔）摧毀密得加爾，使出七相大盾將其擋下。
蓮·宮澤（Ren Miyazawa，聲：內村史子）
悠的同學，布倫希爾德教室座號6號，13歲。龍紋位置為胸口附近。
基本上不說話，總是使用著電腦的少女，甚至連講話也由電腦打字代替，培養默契前只曾與悠交談一次。本身是跳級就讀的天才，能自己做了各種東西出來（包括電腦）。
虛構武裝為鐵鎚「粉碎灼槌」（Mjolnir）。在布倫希爾德教室中的上位元素生成量最大。
母親小時候就已過世，在艾列拉被收為養女之前一直跟父親健也兩人一起生活。由於父親在妻子過世後不斷埋首研究，甚至可以對研究以外的事務不予理會，因為想要跟父親說話也馬上會被責罵的關係，之後逐漸放棄與人交談的念頭。
後來在求助討伐尤克特拉希爾的方法時回到父親的研究所，並且透露自己的感情。
在悠需要借用其他「D」的力量使用顯靈粒子擊敗尤克特拉希爾時成為他的助手，並於培養默契的過程中逐漸被悠打開心門，稱悠為「哥哥」；之後開始能與較不親密的人正常交談。同時也從悠口中得知悠因与尤克特拉希爾的交易失忆和身體被控制一事。
經過克拉肯茲拜的決戰並導致其龍紋變成悠的藍色以後自愿被悠龙化。
蒂亞·萊特寧格（Tear Lightning，聲：佐倉綾音）
原作第二卷登場。悠的同學，11歲，布倫希爾德教室座號9號（年齡上本來應接受初等教育）。體型嬌小，有著桃紅色頭髮，綁著雙馬尾的少女。本名不詳。龍紋位置為大腿。
7歲時「D」的能力覺醒，靠著製造上位元素帶給父母富裕生活。後來被覬覦「D」能力的人囚禁並為他們生產上位元素。9歲時與悠相遇並被他所救，和父母得以從人質中解放。
但是後來遭龍信奉者團體「穆斯貝爾之子們」的首腦奇力捉住，父母被殺掉，並受奇力洗腦，認為自己是龍的孩子。
尼福爾沿著紅龍巴西利斯克的行經之處探察災情時被發現，並送到密得加爾接受保護。
喜歡悠，自稱是悠的妻子。
最初對於身為男性的悠以外的人都沒有興趣，在全校集會上公然攻擊深月，加上發言與外表而被全校所有學生所恐懼。因抗拒與悠分開而被編入布倫希爾德教室。最終得以融入全班同學之中。
虛構武裝為「龍之紅翼」（Tiamat），從背部生成巨大的紅色龍翼，並且以雷電攻擊（展開虛構武裝以前，激動時也會直接物質變換為雷電）。
頭上有著兩隻紅色的角，實際是奇力培育她成為擊倒尤克特拉希爾的王牌，因而以生物體變換裝設的器官。雙角的真正作用是對尤克特拉希爾發射電波信號，以此進行駭客行為。後來因成為巴西利斯克的求偶對象而一度放棄用途。在遊樂園短暫被奇力帶走得知擊敗尤克特拉希爾的真正方法，與討伐尤克特拉希爾時偷聽悠與麗莎的對話而得知尤克特拉希爾正企圖控制悠以後，接受奇力對雙角的最後調整並獲得干涉尤克特拉希爾的新力量。
擊倒尤克特拉希爾以後繼承「全知回路」（Akashic Record）的能力，由於駭進其中樞系統後成為其新的中樞，理論上已經龍化。但為了避免被吞噬而限制與全知迴路之間流通的情報量，直到回密得加爾時才完成調高與尤克特拉希爾的同步率的調整。同時物質變換操控力也達到了生物體變換的領域。龍化後被奇力稱為「蒂亞·萊特寧格·尤克特拉希爾」（Tear Lightning Yggdrasill），亦被弗栗多稱為「尤克特拉希爾的新中樞」。
經過克拉肯茲拜的決戰並導致其龍紋變成悠的藍色以後自愿加入悠的眷屬。
篠宮都（聲：神田沙也加）
布倫希爾德教室座號4號，16歲，留著一頭齊肩黑髮，行為舉止有著大和撫子的氣質。龍紋位置為背後。
與深月同時間轉入密得加爾，也是深月的室友，兩人的交情十分深厚。
虛構武裝為薙刀「斬夜之刃」（Kusanagi）。
兩年前被紫龍克拉肯看上並且龍化，後來由姐姐遙命令深月擊殺。
後來，其部分遺骸被宮澤健也回收，遺骸中其中一條触手存有其與克拉肯的孩子—克拉肯茲拜。

### 教育者
篠宮遙（聲：山口立花子）
悠等人所屬班級的導師，年齡約20歲左右，軍階為大佐。
密得加爾的司令官，亦負責教授有關「D」的所有課程。
兩年前討伐克拉肯時擔任龍伐隊的隊長，並命令深月擊殺龍化的妹妹。但其實以後也對那件事感到後悔。
曾經也是「D」，以及「D」憧憬的對象，但目前已經失去能力。
失去能力前的虛構武裝為淡紫色光輝刀身的大刀「天叢雲劍」。
雖然比悠要年長，但缺乏關於男性的知識。
從夏洛特方面知道悠与尤克特拉希爾的交易一事。
與夏洛特·B·羅德締結了血之契約，為身體直接攝取過她的血液的特殊隨從，具有超乎常人的治愈力。
與克拉肯茲拜決戰時，試圖說服克拉肯茲拜，但因救悠而被克拉肯茲拜的秘銀長槍貫穿，因血之契約而保著一命。
夏洛特·B·羅德（Charlotte B. Lord，聲：松田利冴）
密得加爾的學園長，有著比悠年紀小的外表，但人生經驗值卻在悠以上，身上有著一種近似待退老兵的冷靜沈著氣質。
對男性沒有興趣，更聲稱密得加爾是自己的後宮。但在替悠作身體檢查後，卻曾提議要跟悠一起去偷窺女生的檢查狀況。在學園祭以後正式承認悠為其朋友。在悠因權能「诺因」覺醒而被隔離後，以監視之名跟悠玩遊戲，事實卻是乘機連日曠工。
真正身份是「灰之吸血鬼」，本人為不老不死。這時會自稱為人類的管理者。雖然被稱為龍，但並非與其他龍同樣的巨大存在。另外亦指出現實中的吸血鬼傳說均為虛構。目前是第二代繼承者，而父親是吸血鬼的始祖。
藉由支配權能，在支配悠的左手的同時發現了悠与尤克特拉希爾的交易一事。
在小說第九卷被洛基要求悠去杀死，但悠没下手。
第9卷中做出支配世界的觉悟，后于第10卷中透露这么做的理由是为了扼杀战争而使世界和平，但也明白自己的行为间接导致了一些地区的暴政无法得到纠正。
瑪伊卡·斯圖爾特（Mica Stuart，聲：東内マリ子）
夏洛特的專屬祕書。也會在夏洛特暴走時制止她。擁有強大臂力，甚至可單手將夏洛特舉起。
考慮到夏洛特的真正身份，暗示從其小時候起就在照顧她，真正年齡也並非如目測般。

### 尼福爾（N.I.F.L.）
洛基·約頓海姆（Loki Jotunheim，聲：檜山修之）
悠在尼福爾時期的直屬上司，軍階為少佐，被悠稱做尼福爾的幕後黑手。在三年前发现悠，并看上悠。（发现悠有着承载大量废弃因子的器量）
企圖將悠培育成名為「惡龍（法夫納）」的殺手，目的殺死夏洛特。通过将悠的血液混着毒药给杀人犯喝，从而通过杀死大量废弃因子所有者的方式，将悠体内的废弃因子大幅度提升。。
語中顯示其知道的情報量要比想像的多。知道灰之吸血鬼的真正身份，而且仇視、不認同灰龍的存在。同時也知道約翰的真身。
长相与他的旁系远祖、初代灰龙李奧納多十分相似，是初代法夫纳的直系后裔。
继承了一族想要抹杀灰龙的夙愿。在其他的龙都被讨伐后使尽手段要抹杀夏洛特。
在第10卷中吸收了部下的废弃因子后发挥了法夫纳权能扭曲命运的真正能力，但不敌悠使用的黄龙权能，与悠激斗后被穿胸，但被奇力救治。
赫瑞德瑪
洛基直屬的護衛。戰鬥能力高強，全身穿著厚重的白銀鎧甲。
為洛基在悠之前培育的「惡龍」，但被洛基視為失敗作。由於不說話而顯得神秘，只會聽洛基的命令行事。過去悠被強制一直觀看他戰鬥的模樣。
實為被移植本應被龍廢棄的「惡龍（法夫納）」以後，因力量而樣貌變質的人類。
赫瑞德瑪這個代碼名稱有著複數存在，其中還包括其人型無人兵器（機械人）版。
真人版被擊破時還會噴出白色的煙，以掩飾屍體的消失，讓人產生裝甲服裏的人從裡面逃出了的錯覺。
在艾爾利亞公國與悠兩度交戰的正式標識符是赫瑞德瑪05號。首戰中曾壓制「惡龍」力量不完全的悠，但再戰時被悠以加強的「惡龍」力量擊殺。其號碼在被悠擊敗後就被刪除了。
在深山別墅與悠交戰的則是04號。被悠以更強烈的「惡龍」的力量擊殺。這時被洛基少佐認為赫瑞德瑪已經完全不是悠的對手。
迪蘭少將（聲：斧篤志）
額頭有傷疤的初老男人，軍階為少將。
研製出對巴西利斯克大型航空炸弹「米斯特汀」，並致力將其用於擊敗巴西利斯克。但當巴西利斯克以第三隻眼晴消滅掉米斯特汀以後，只能將米斯特汀的原型品讓渡給悠等人用以完成其伐龍作戰。

### 與主角相關的人物
阿爾巴特·克雷斯特
菲莉爾的祖父。
因為推行艾爾利亞公國的民主運動，並使公國經濟變得富裕，被公國國民視為英雄。
在菲莉爾「D」的能力覺醒時，曾痛斥「怎麽可以把孫女關進像收容所的地方」。並以保護「D」的人權為由，支持密得加爾獨立。
巴西利斯克被擊敗後就已確定逝世，葬禮時靈魂更遭赫拉斯瓦爾格爾吞食，不過隔日因赫拉斯瓦爾格爾被悠等人擊敗而得以在消滅之前解放。
海倫·布勞恩
菲莉爾的侍女，在她小時候也擔任其奶媽。
阿爾弗列德·克雷斯特
菲莉爾的父親。
在前任國王阿爾巴特的葬禮結束之後，加冕成為國王。
法麗爾·克雷斯特
菲莉爾的母親和阿爾弗列德的妃子。
馬克·海渥卡
麗莎的父親和琳達的丈夫。外表為身型修長，正符合紳士一詞形象的男性。
學園祭第二天，與悠見面後被尤克特拉希爾抓為人質，後獲悠和麗莎聯手救出。以後向被尤克特拉希爾擊中的悠道謝。
琳達·海渥卡
麗莎的母親和馬克的妻子。外表印象就像是多年後的麗莎。
學園祭第二天，與悠見面後被尤克特拉希爾抓為人質，後獲悠和麗莎聯手救出。
宮澤健也
蓮的父親與艾列拉的養父，從事研究龍的工作，同時也是阿斯嘉極東分部第一研究所的所長。
凡事都以研究為最優先，甚至可以完全對家人不理不睬。而且完全無家人和好之意，因此和蓮與艾列拉之間有非常深的心結。直到從洛基得知女兒的龍紋變色才稍有動搖，並在通知悠由他選擇的同時拜托悠照顧蓮。
曾經由於取得各種專利而非常富有，但目前已接近坐吃山空的地步。
所研究的主題「顯靈粒子」因為不切實際，而被所屬的學會開除。
為了證明自己的論點是正確的，不惜藉由人口販賣買進「D」以從事研究。而艾列拉也是透過這個管道被收為養女，並成為蓮的義姐和玩伴。
在蓮也覺醒為「D」之後，更開始進行許多荒唐的研究，此一舉動也讓蓮與艾列拉的不滿達到頂點，開始向警察申請保護，同時協助逮捕人口販子。
後來雖然遭到調查，但是被無罪釋放，還成為該研究所的所長。推斷原因是是以研究內容為材料，以進行司法交易，並且被阿斯嘉挖角。
知道夏洛特的真正身份，並從人事異動履歷以至謠傳拼湊起來而推測出悠的行動代號以至其他軍事機密。实际上是因故故意冷漠蓮，但原因并不想为其他人知道。
宮澤蕾娜
蓮的母親和健也的妻子，與女兒一樣長有一頭紅髪，已去世。
其棺木目前存放於健也的研究所中。
物部櫂
悠的父親，深月的養父。外表為身形纖細，看起來個性和善的男性。
深月的雙親在交通事故中身亡以後，提出將深月收為養女。
物部良美
悠的母親，深月的養母，櫂的妻子。外表為體態豐腴的中年女性。

### 其他
奇力·史爾特爾·穆斯貝爾海姆（Kili Surt Muspelheim，聲：井上麻里奈（奇力）／早見沙織（穗乃花））
身高約160公分，其他資料（年齡、體重、國籍和家庭結構）一切不明的女性。龍紋位置為右手手背。
本身並非人類，而是由弗栗多以上位元素製造而成的，她本人對此知情並自稱為其「女兒」。此外也從母親方面率先知道「D」的真相。
能力是生成不可視的上位元素並作出火焰以與熱量轉換以進行攻擊或防禦的「禍炎界」（Muspelheim），而其最強威力的攻擊為「禍炎劍」（Laevateinn）。而且因為身體是由上位元素構成，和物質變換操控力已踏入生物體變換領域的關係，即使受到傷害也能夠藉由生物體變換馬上治愈傷口，亦可用以治療他人。頭是唯一的弱點，此外有在日常生活中依賴能力的缺失。
三年前成為龍信奉者團體「穆斯貝爾之子們」的首領，發動超過三百起恐怖攻擊，推定殺害約十萬人。因此被尼福爾視為殲滅對象，並且被尼福爾稱為「比龍殺了更多人的魔女」而被畏惧着。
事實上三年前曾在河川與悠見面，預告赫卡同克瑞斯的出現並勸告悠逃離城鎮，但悠因为与尤克特拉希爾的交易而丧失这段记忆。直到蒂亞清除记忆封印後，悠走到河川時才得以恢復。
在蒂亞進入密得加爾接受保護時，也同時化名「立川穗乃花」潛入密得加爾，以調查「D」的情報並企圖乘機將蒂亞帶回組織。與悠戰鬥中被其擊敗後逃離密得加爾（動畫版改為在運輸船上第二度與悠戰鬥以後才逃離）。以後對悠有著病嬌般的感覺，宣稱比任何人更需要他。
巴西利斯克被擊敗後被弗栗多捨棄並且改變龍紋波長，成為赫拉斯瓦爾格爾的求偶對象。因此前往艾爾利亞公國，打算接受「D」的保護。最後發現赫拉斯瓦爾格爾對自己沒興趣，連龍也變不成，也就是不需要接受保護後，擄走約翰並再度行蹤不明。
在尤克特拉希爾於密得加爾出現後，與約翰前往日本。
悠等人討伐尤克特拉希爾時出面給予能擊敗尤克特拉希爾的方法，並幫助蒂亞催化角的作用，以後亦加入擊敗尤克特拉希爾的行列。
擊敗尤克特拉希爾後追蹤約翰的行蹤時被克拉肯茲拜襲擊，在身負重傷以下救出約翰以後，好不容易才自我治療同時來到七登市，而且成為克拉肯茲拜的求偶對象。
與麗莎、約翰離開七登市後前往附近的深山別墅並與悠等人會合，以後負責監視其母親弗栗多，不時乘機戲弄她，亦同樣帶到密得加爾。
經過克拉肯茲拜的決戰並導致其龍紋變成悠的藍色以後自愿被悠龙化。
後來作為轉校生到密得加爾就讀。在入學時對其他學生宣稱悠是自己的東西，會燒了未經自己許可接近悠的人，因而被其他學生視為怪人
約翰·奧田希亞
悠先前在尼福爾所屬小隊「斯雷普尼爾」的狙擊手，為內戰中失去父母的孤兒，特徵是白金色頭髪和金色眼眸，很崇拜身為隊長的悠。
擁有比他人優越的眼睛，因而被發掘成為斯雷普尼爾的一員。
此外也相信「幸運」，並認為其為能存活下去的詞語。
真身是女性，本名為「貞德」。在斯雷普尼爾時女扮男裝並以男性身分生活，以免被人輕視與無謂的糾紛。為了得到隊長的認同（避免展現出軟弱的部分），因而比過去更努力扮演男人。非常避免被悠得知其真身，以免對其印象幻滅以及全都男性之間的羈絆付諸流水，但最終還是被悠知道真身。
在艾爾利亞公國的任務告一段落後被奇力擄走。由於發現「赫瑞德瑪」裝甲服裏「沒有人」，對洛基的企圖抱有疑問，轉而跟奇力一起探尋洛基所追求的赫瑞德瑪的真相。並在調查中發現赫瑞德瑪不只一名。
其後在日本查探期間，剛好碰上正在日本測試「顯靈粒子」的悠。
悠等人討伐尤克特拉希爾時與奇力個別行動，潛入研究所以後劫持健也並質問他「赫瑞德瑪」和「惡龍（法夫納）」的事情時，因發現克拉肯茲拜而立即逃走。但看到追趕她的克拉肯茲拜在少女模樣下哭泣時，轉而照顧她。但在栃木縣山間處野營時，因保護克拉肯茲拜而被斯雷普尼爾小隊擊中，導致克拉肯茲拜發狂。
雖然受到致命傷，但奇力推測克拉肯茲拜使用生物體變換治療瀕死的她。後獲奇力所救出，醒來後告知奇力克拉肯茲拜為人類。以後在深山別墅時向悠告知克拉肯茲拜的事，以及與尼福爾部隊交戰中向悠告知赫瑞德瑪的事。
因為被悠認為是男性，在深山別墅時被分配與悠相同房間。但在小湖時被悠發現其真身，獲悠的諒解以後，發誓一生都會追隨悠。與克拉肯茲拜決戰以後，也順勢一起去密得加爾。
後來作為轉校生到密得加爾就讀。
小萩
物部家飼養的黑貓。雖然由悠撿回它，悠卻完全沒有照顧它。
事實上三年前從河川墜下時由奇力所救，並轉交給悠。
隔天因赫卡同克瑞斯襲來，悠沒什麽時間照顧它，甚至連名字都來不及幫它取就被帶走。
紫音·茲拜·篠宮
為克拉肯茲拜被悠龍化以後的型態，名字為送到密得加爾以後所取的。龍紋位置為前額。
外觀年齡大約是小學少女，原來秘銀製成的銀色頭髪在變異為人類時變為柔軟的紫色頭發。非常聰明這點依舊，送往密得加爾時已經能夠以日语談話。而且在喪失了龍的體質以後，已經取回理性，得以以人類身份生活。
稱悠為爸爸、貞德為媽媽。
後來作為轉校生到密得加爾就讀。
有關克拉肯茲拜時期的故事請見龍方面的敘述。

## 用語

### 「D」相關
「D」
黑之弗栗多現身之後，開始持有滅龍異能的孩子的總稱，全稱為「Type Dragon」。
與弗栗多同樣持有上位元素生成能力，並從空無一物的地方將上位元素變換成任意物質。此種能力擁有相當高的價值，過去亦曾有為了搶奪「D」演變成戰爭的情況。因此聯合國決定把「D」規定為龍的一種，並視爲世界全體的資源，由國際組織阿斯嘉進行管理。
最初阿斯嘉旗下的軍事組織尼福爾以保護之名，捕捉全世界各地的「D」，並將之隔離在名爲密得加爾的孤島。但隨著「D」的年齡成長，也開始主張人权。以後連有力財閥和歷史悠久王家的女兒中也出現了「D」，令取得契機的密得加爾取得了自治權。
目前「D」對現在的產業已是不可或缺的存在。若是失去密得加爾的供給，會令已經將近枯竭的資源價格暴漲甚至引發世界大戰的危機。同時，目前而言也被認為只有「D」具有打倒龍的可能性。
愈是接近弗栗多通過的場所，「D」的發生率就愈有偏高的傾向。因此弗栗多最初出現的日本，誕生了最多的「D」，因此在密得加爾的學生中以亞洲少女居多，而密得加爾亦是以日语為公用語言。此外，由於「D」的能力覺醒往往是在第二性徵之前或之後的孩子，「D」以15—16歲居多。相對地年幼的「D」較少。
在20歲前後或是懷孕就會開始失去上位元素生成能力（實際上大約三個月能力才會完全消失）。
據弗栗多所言，「D」不想失去上位元素生成能力的唯一方法是成為真正的龍。而弗栗多給予「D」上位元素生成能力的真正原因是藉其設計的自動生物體變換機制，讓「D」的身體進化為龍。不管進化為任何的龍，都會使“D”的能力永久固定，不因年龄增长或怀孕而消退。相反，身體成熟之後如無與龍同步的可能，就會失去上位元素生成能力。
龍紋
為「D」與生俱來的印記。龍紋的大小會隨上位元素生成能力而改變。
其實是弗栗多所設計，讓「D」變成同種的龍（即龍伴侶）的連結手段。龍要選中「D」需要兩個條件，一是龍方面有著強烈渴望「伴侶」的衝動，二是發情狀態的「D」當中有精神波長吻合之人。滿足兩個條件以後，龍與「D」就會透過龍紋建立精神連結。
連結建立以後的表現是被龍看上的「D」的龍紋會開始變色，在一段時間以後，肉體的固有波長亦會同步而令龍紋完全變色。一旦該龍紋變色的「D」接觸看上她的龍，就會變成同種的龍。若果兩隻龍看上同一名「D」，龍紋的顏色為支配力較強的龍。
有意思的是，人類姿態的抗體龍種與「D」（如伊莉絲等人）因為一開始就有著「人類」這個相同性質，所以無需肉體同步的過程，在精神上也容易同步。
在二年前的克拉肯之戰前都沒有人知道這事，證實這事實以後卻足以令人震驚。在那之後也讓密得加爾的機能出現根本上的改變。因此在密得加爾準備討伐巴西利斯克以前，甚至以臨時實施健康檢查之名檢查「D」的龍紋有否變色。
第14卷、安哥魯莫亞1號襲來時，弗栗多藉由調整人類形代，以修改悠的生物體變換機制並且所借予的部分真正的第七權能。使得他以後接獲安哥魯莫亞的瞬間，發動機制轉變為同種。
龍化
為生物轉變為龍的現象，目前原因有三。
第一種是藉由弗栗多提供能使用上位元素的因子，再和與其頻率完全同步的龍接觸後，以自身上位元素作生物體變換為同種的龍（龍伴侶）。這方式甚至可覆蓋以下龍化的原因。但持有「全知迴路」的話，可對自身的生物體變換作出干涉。
第二種是完全的繼承龍的權能，並且使用其完全甚至以上的力量，在期間作生物體變換並且變成相對應的龍。弗栗多解釋這是容器為配合內容物而改變，但洛基少佐指出改變的原因是器量太小。某個意義上，變成赫瑞德瑪也算是這類龍化。
第三種僅適用於權能「全知迴路」，為取代原中樞系統以後成為其新中樞。這種龍化需要的不是生物體變換，而是能夠發出操縱植物網絡的電波。反過來的話，就是從腦中被植入病毒以後，被其侵蝕意識並受到控制。
權能（Authority）
本作對於龍的各種能力的總稱，由世界所孕育的龍都是獲得這能力所變異而成的。
雖然可藉上位元素變換成其他權能，但其實以不經過上位元素的方式，比較能發揮權能本來的力量。
權能繼承自何處是以因果的深淺來決定。其中最強的因果是產生於「殺戮者與被殺者」之間，其次是親子血緣。只要涉及血與殺害的因果，繼承率就大增。
如因持有者自然死亡或自盡等原因的沒有繼承對象，權能就會碎片化並且扩散削弱。
此外，持有權能的龍亦可藉由伴侶關係或藉由看上時的精神連結，主動分散讓渡給其他人使用，但分散以後的力量會因扩散而有所減弱。
單一個體（例如人類）能從先天獲得或後天繼承或讓渡的權能數量不明。
上位元素（Dark matter）
「D」所生成的萬能因子總稱，外觀如同棒球大小的黑色球體。使用時會伴隨著次元微動。
能夠變換成任何物質或現象（包括其他權能），最廣泛應用的轉換物質為空氣，可以用來攻擊、防禦與移動。
上位元素理論上也能進行活體變化，這行為被稱為「生物體變換」，最簡單的表現是治愈自己或他人的傷口。然而生物的身體實在太過複雜，不是單憑想像就能重現，一般被認為如不是龍或是腦部有著同等的處理能力的話無法作生物體變換。但其實是弗栗多對奇力以外的「D」設下限制，以免她倆能夠進行生物體變換。
事實上上位元素是星球的未來及生命的根源，當其耗盡，世界也將終結。生成上位元素，就是在預支未來。如變換為無機物，對其殘量幾乎不會有影響；但將上位元素花費在生命時，就會消耗「未來的可能性」，特別是涉及「起死回生」時。
於第七次災厄當中，該元素成為了黑之烏洛波羅斯的權能。現在該權能由弗栗多所繼承，而「D」能生成上位元素是因為弗栗多散佈能使用上位元素的因子。
上位元素理論
一個由學者們提出的假說名稱。上位元素不是任何物質或現象，就物理上的定義來說，甚至不算是存在。由於普通人類無法理解只有「D」才能以感覺理解到的上位元素的存在，因而創立該理論作為假設。
該理論假設上位元素可以變換成三次元世界中的任意物質，因此它被認爲有可能是高一個次元的物質。假若上位元素是四次元物質，那麽為了定義它的存在，就需要四條軸線。
至於第四條軸線為何則仍然未明。目前最有力的說法爲那是與精神十分相近的某種存在，因爲上位元素的型態會隨著生成者的意志而改變。
秘銀（Mithril）
理論上最安定的物質，只能藉由上位元素變換而成。
除伊莉絲外，即使失敗也只是比重不對，因而變質成相近的金屬。
基本上能夠防禦所有攻擊，但唯獨對反物質無效。另外強力的「災厄時間」亦會將其風化消滅。
為克拉肯的觸手與克拉肯茲拜於少女模樣時的頭髪的構成物質。
災害指定
儘管「D」的能力為黑手黨和恐怖分子利用是不尋常的事，少數的“D”卻會自己主動展開惡行。這時，這些「D」的行為會被視為災害指定。被視為災害指定的「D」將不被視為人類，而是被視為殲滅目標。目前的例子為奇力·史爾特爾·穆斯貝爾海姆。
信奉龍團體
把龍視為神並且敬仰、崇拜的團體。他們在這個遭受龍所威脅的世界中，相信自己是龍的使徒，並借此保持精神上的安定，以及獲得安全感。該類型團體中的恐怖組織為「穆斯貝爾之子們」。
排斥龍團體
把龍視為人類敵人並且主張將其排除的團體。亦是與信奉龍團體相互敵對的團體。

### 龍相關
龍
25年前突然出現在日本上空的不明大型生物，光是移動就能對環境造成巨大損害（作中稱之為「龍災」）。與其相關的話題被世界各國新聞大幅報導，以後針對無視國境隨意移動的龍，關於其所引發的龍災，以及進行災害預測的話題，都是世界上每個國家一律優先報導。
事實上至第11卷前登場的龍全部都是抗體龍種而非真龍。它們雖然也被稱為龍，但卻是該世界所孕育的龍。
現在的抗體龍種都是失去了應該戰鬥的對手的存在。然而一度誕生的權能不會消失，即使所有者死去也會被別的個體繼承。結果而言現在變成了抗體反過來對世界造成損害。所謂的龍災，就是世界的“過敏反應”。
目前確定的抗體龍種共有15隻，其中4隻為遙遠的過去中曾出現的抗體龍種，另外1隻為現代第二世代的複合龍種。

#### 抗體龍種
蓋亞至今遭遇過八次重大的危機。那些全部都是重大災厄，有可能會對現在的生態系或環境造成根本性的毀滅。爲了回避那樣的滅亡，因而誕生各種抗體龍種（Counterdragon）。
所有抗體權能會顯現在最初直接看到災厄的個體。這與種族與素質無關，只是起因於偶然，就將該個體變成抗體龍種。最初被賦予權能的個體，會感覺到自己不是普通人（存在），不需他人說明也都理解自己該做的事。
不明
為世界本身。
權能不明。
抗體龍種編號為第一。
綠龍／綠之尤克特拉希爾（Green Dragon／"Green" Yggdrasil，聲：堀勝之祐）
有著跟樹近似的外表，名字由來為北歐神話中出現、構成了整個世界的巨樹。
可用如同樹根一般的腳行走，並能寄生於植物身上。一年能成長二十公尺，和赫卡同克瑞斯接觸前身長已將近五百公尺。於挪威的山岳地帶出現，但在丹麥與德國的國境附近停止移動。
權能為「全知回路」（Akashic Record），能收集累積觀測到的情報並加以處理。
人類曾經對其進行三次大規模的討伐，但因為武器受到周遭的強力電子磁場干擾，只要是以電為能源的武器全都無法產生作用，討伐皆以失敗告終。弗栗多指出干擾電力是自其先代一併繼承的。
此外亦會以電力幹涉的方式干涉上位元素。將虛構武裝還原成為上位元素並且吞噬，並且進行一定程度的生物體變換，以增加其身長及力量。這點已可說是弗栗多的天敵。但兩種能力也只是權能本質的一部分。
為最先發現悠是第9權能「諾因」（Neun）的龍，因而在三年前給予願望相同的悠擊倒龍的力量。但亦可說是將悠用作其與弗栗多之間的代理戰爭的道具。而且在傳送兵器情報的同時對悠的腦中植入病毒，企圖將悠變成為己利用的終端。
對於自身將會在第九次災厄中再次滅亡感到恐懼，以把維持自己的存在設定爲最優先事項。因而企圖把自己以外的龍全數殲滅，以盡可能收集權能，只讓自身存活下來。
故事當中從未展示其看上“D”以至將其龍化的能力。
於自身的棲息地和赫卡同克瑞斯接觸後一度消失蹤跡，學園祭中控制悠以後再在青木原富士山山麓出現，而且身長達到五千公尺。
一般攻擊手段是以觸手般的樹枝捆綁或穿刺目標，當悠等人接近其而對上位元素的干涉與悠的控制都無效時，更把自身中間處變形為電磁加速炮的炮口。
正體為地球上所有植物中樞意識的集合體（即類似CPU的存在）。可以向植物發送電波，並藉此操縱植物。對其使用顯靈粒子的話，其靈魂（中樞系統）可是完全遮蔽天空、樹枝一直延伸至地平線彼方的大樹輪廓。
本身意識可藉由植物形成網路，若目前使用的CPU遭到破壞，馬上就可以形成新的CPU。除非將世界所有的植物全數剷除，否則幾乎不可能消滅。
後來布伦希尔德教室伐龙队討伐它時再度企圖控制悠，並使眾人發現悠與其交易一事。最後其中樞機能被悠損毀、蒂亞使用電波信號干涉能力駭進中樞系統以後，將蒂亞視為新中樞。（顯靈粒子構成的尤克特拉希爾的靈魂變成了蒂亞的輪廓）阿斯嘉對各龍現狀報告中被判斷為已在日本被討伐，但其實生命活動並未停止。其記載的資料亦被尼福爾所回收。
抗體龍種編號為第二（圖埃），也是第二代綠龍（初代為碧之基卡努斯）。
碧之基斯卡努（"Verdant" Kiskanu）
名字由來為苏美尔神話中的聖樹。
為綠之尤克特拉希爾的先代，權能也是「全知回路」（Akashic Record）。
排除了『究慧』的亞特蘭提斯後繼續收集真龍的情報，分析真龍的「本體」終有一天會抵達蓋亞，並預言世界會因第九次災厄而毀滅。
在第七次灾厄时與烏洛波羅斯相遇後交換了大量知識，並且試圖聯手抵抗灾厄，但最終因依托的植物载体全部覆灭而滅亡。
由於依托的植物载体短時間內減少過多，導致演算能力愈來愈低落，無論分析和記錄都幾乎無能為力，試圖翻查第七次灾厄的蒂亞只看見一片黑暗。
抗體龍種編號為第二（圖埃）。
黃龍／黃之赫拉斯瓦爾格爾（Yellow Dragon／"Yellow" Hraesvelgr）
名字由來為北歐神話中出現、吞噬魂魄的魔鳥。
權能為「顯靈粒子」（Ether Wind），與神話一樣，能夠將靈魂實體化並加以捕食。但如果仍有著肉體（活著），只會因精神和肉體像要被分離而令全身僵硬。可人類持有該權能時，可藉由粒子讓自己看到他人的記憶與情感，反之亦可。該權能對人類與龍以外的生物（如金槍魚）無效。權能所寄宿的器官為（人類的）心臟。
全身包覆著能夠干涉所有外力的光衣（事實上是其靈魂），被視為最難討伐的龍。
原本是要追求奇力成為自己的伴侣而在艾尔利亚公国出现，不過將菲莉爾的祖父阿爾巴特的靈魂吞食後將目標改成菲莉爾。最終被物部悠以和尤克特拉希爾進行交易以獲取貫穿彼岸的方舟設計圖成功擊殺。
抗體龍種編號為第三。
金之菲尼克斯（"Gold" Phoenix）
名字由來為希腊神话中的一種火鳥。
為黃之赫拉斯瓦爾格爾的先代，權能也是「顯靈粒子」（Ether Wind）。
根據全知迴路的記錄，它飛入霧世界中，把看見的的精神生命體，包括其「最高神」全部吃掉。
滅亡原因不明。
抗體龍種編號為第三。
白龍／白之利维坦（White Dragon／"White" Leviathan）
名字由來為旧约圣经中出現的海怪。
權能為藉由操作斥力，把所有攻擊彈開的高強防禦力的「萬有斥力」（Antigravity）。權能所寄宿的器官為（人類的）額頭。
在太平洋周遊的龍，一年前襲擊伊莉絲乘坐的船，並造成伊莉絲之外的人全數死亡。
後來還因為企圖把伊莉絲變成龍伴侶而攻進密得加爾，在伊莉絲龍化之前就被悠以和尤克特拉希爾進行交易以獲取封鎖天空之塔設計圖並與其他「D」聯手成功擊殺。
抗體龍種編號為第四（菲亞）。
銀之迪亚马特（"Silver" Tiama）
名字由來為古代巴比伦神話里的女神，也是孕育出所有神明的地母神。
為白之利维坦的先代，權能也是「萬有斥力」（Antigravity）。
在遙遠的過去被馬爾杜克所討伐而滅亡。
抗體龍種編號為第四（菲亞）。
紅龍／紅之巴西利斯克（Red Dragon／"Red" Basilisk）
身體上覆蓋著大量如淡紅鑽石般鱗片的龍，名字由來為希臘和歐洲的傳說裡的蛇類之王。
過去曾經將『恆生』的巴哈姆特消滅，以後以不明方式在第七次災厄中存活至現在。
長時間於撒哈拉沙漠沉眠，同時也是密得加爾首要的討伐對象，為追求蒂亞變成自己的龍伴侶而重新展開活動。
權能為「災厄時間」（Catastrophe）。從雙眼裡放出的紅色閃光射程約5,000公尺，能夠造成風化現象，人類只要被光束照到，一瞬間就會化為白骨或塵土。因此就算肉體構造並不擅於游泳，也可以藉由能力把海鹽化進行移動。而且背上還有第三隻眼晴，其發射的強力紅色閃光更達到約10,000公尺，甚至可只在5秒內消滅秘銀。另外能力中也具有預見未來（風化以後的景色）的效果。該權能對已經「完全結束的事物」（如「末日殘渣」）無效。權能所寄宿的器官為（人類的）右眼。
最后在密得加爾（作為主力的伐龙队）與尼福爾（提供米斯特汀的原型品）的共同作戰中被布伦希尔德教室伐龙队成功击杀。
抗體龍種編號為第五（芬福）。
紫龍／紫之克拉肯（Purple Dragon／"Purple" Kraken）
過去曾經將『異曉』的奈亞拉托提普消滅，以後以不明方式在第七次災厄中存活至現在。
兩年前看上了篠宮都並將她龍化，變成自己的伴侶，後來與都一起被深月消滅。
擁有最堅硬的物質「秘銀」構成的觸手，及從紫色眼球射出能消滅所有物體的反物質彈。由於可同時使用最強的矛與盾，權能因此有「絕對矛盾」（Absolute）之稱。權能所寄宿的器官為（人類的）左眼。
抗體龍種編號為第六。
黑龍／黑之弗栗多（Black Dragon／"Black" Vritra）
25年前出現的第一隻龍，自從該次現身後就消失了蹤影。
權能為「上位元素」（Dark matter）。由於是權能的原持有者，物質變換操控能力之大不單踏入生物體變換領域（如製作冰淇淋），還可製作極巨大的物體（如以下的赫卡同克瑞斯以至隕石、只能於黑洞以內產生的高密度超重量的「超重結晶」）。但由於難以對細微誤差作精細調整，因此生物體變換不完全，也就是不能做出任何東西。
第一人稱為「吾」，性格高憿。無論如何，都希望盡可能把未來留給蓋亞。對人類怎樣毫不在乎，亦不大理解人類的價值觀。上位元素無法做出的無形之物（如回憶）會被其視為毫無價值。可從奇力的過去可知認為在建築物密集的城市不便行走會令其感到厭煩，人類與螞蟻是不同生物。但奇力也逐漸的認為，她會為了蓋亞的未來而不惜捨棄現在。
被國際機關阿斯嘉認為是吠陀神話中「弗栗多」的同種，而命名為「黑之弗栗多」。
而最初出現的外型為基斯卡努提供的資料當中，參考巴哈姆特而製成。
事實上是為了逃離尤克特拉希爾的干涉上位元素能力而失蹤，以後隱藏在日本某處。
以後為了對抗變成天敵的尤克特拉希爾，因此創造了赫卡同克瑞斯與奇力。創造奇力的目的除了讓她幫赫卡同克瑞斯恢復之外，同時也是當作自身與赫卡同克瑞斯間的中繼點使用。
但控制新的赫卡同克瑞斯直接攻擊尤克特拉希爾反而被其發現位置。在尤克特拉希爾在富士山麓出現以後，被其當作其苗床。
尤克特拉希爾被蒂亞擊倒後得到解放，並在布伦希尔德教室伐龙队等人面前以人類形代現身。人類形代時可說是奇力的幼年版，連服裝亦與奇力相似。以後以避免衝突為前提與尤克特拉希爾的新中樞（蒂亞）對話，但得知奇力被克拉肯茲拜看上後卻放棄對話。
本體存在於一個次元之上的上位次元，本身就是上位元素，為「D」無法前往及感測之處。
真正目的是要利用變成「D」的人類成為各龍的伴侣以誕下第二世代的複合龍種，再以第二世代與成為伴侣的「D」誕下更接近人類的第三世代。到了第三世代時甚至可以與非「D」的人類交配，藉以令人類物種進化為龍。
伐龙队封印克拉肯茲拜的行動後為了保護克拉肯茲拜，以能夠消滅第二世代的深月為目標。擺脫蒂亞的牽制後向伐龙队襲來，並以具有毒性（昏睡）的黑龍之血使她昏睡。但隨即被悠以「惡龍（法夫納）」的力量擊敗，目前被悠等人抓為战俘，並同樣帶到密得加爾。阿斯嘉對各龍現狀報告中判斷為已被討伐。
为了应对第九次灾厄，决定选择将盖亚的生命强化的道路进行对抗，也就是利用“D”的龍化系統抗体龙种增产计划，重點是讓多數人共享權能。然而卻被尤克特拉希爾藉悠之手阻止。儘管如此，她亦認為被悠等人擊敗的抗体龙种會失敗符合弱肉強食的定理。
密得加爾攻防戰後發現第九龍沉睡在深月的體內，以後作為轉校生到密得加爾就讀以監視深月。這時起對悠改觀並且承認其為搭檔。
當見證深月以權能「诺因」將「末日殘渣」重新封印在其體內以後，提出讓她重新封印所有「末日殘渣」，再以廢棄權能將她除掉，但也因而悠相左。得知悠等人以權能「诺因」縮小不明領域以後推測悠並無選擇其手段，但似乎不怎麼失望。
當不完全的安哥魯莫亞襲來時，說服悠解除對其之束縛，並且在解開後以「超重結晶」將安哥魯莫亞壓制於海底。得知伊莉絲行使權能「诺因」而倒下並且非常冰冷的原因後，對她作相應的治理。但以後也說明，不會再為她作第二次治理。
當洛基少佐說明變成與安哥魯莫亞同質存在的部份，向洛基指出那些骨骼並非安哥魯莫亞的真身。當悠同意變成安哥魯莫亞以後，表明她將修改其生物體變換機制。
曾質問悠伊莉絲是否重要的存在，但其回應卻還是難以理解人類而使得她要讓頭腦冷靜。與奇力爆發的權能衝突結束後，已經能明白伊莉絲也是無可取代的存在。
當安哥魯莫亞1號襲來時，將人類形代作出調整，以借予悠部分真正的第七權能，卻也因而了解到戀愛的的感情。其後的會議中，表示其破壞安哥魯莫亞1號、然後以諾因之光照亮末日殘渣。與安哥魯莫亞1號交戰中，認為攻擊無效的原因是「破壞」的概念對其無效。
在對安哥魯莫亞本體的最終決戰中迎戰與伊莉絲一同迎戰警戒著馬爾杜克戰艦的三個頭當中正面對上，而且有著『恆生』的巴哈姆特頭蓋骨的那顆。在超重物質無效以下變回25年前的龍形態，直接以身體打擊該龍頭。以後見證著悠咬碎安哥魯莫亞，但亦從龍紋得知悠無法變回人類。結局時為了拯救伊莉絲，結果失去了龍的能力與無盡的壽命，只能以人類的身份存活。回到密得加爾以後變成了一個尼特族，每天都因企圖蹺課而被奇力捉回，而悠亦拒絕協助蹺課。
抗體龍種編號為第七（幾本）。
黑之烏洛波羅斯（Black Dragon／"Black" Ouroboros）
名字由來為世界上最古老的神話符號之一，為宗教、神話、煉金術中的常見符號，其名字涵義為「自我吞食者」。
為黑之弗栗多的先代，權能也是「上位元素」（Dark matter）。
在第七次灾厄时誕生後與基斯卡努相遇並且交換了大量知識，並且試圖聯手抵抗灾厄，但最終只能隱藏到了上位次元以躲過灾厄。
在灾厄结束以后，從上位次元通过上位元素将整个世界尽可能原样重建了一遍。然而也因而消耗了绝大多数的上位元素而滅亡。以致弗栗多只能继承了其一部分力量的残渣，连完全的生命创造都办不到。
抗體龍種編號為第七（幾本）。
灰龍／灰之吸血鬼（Gray Dragon／"Gray" Vampire）
本作首名以人類姿態登場的龍。
權能為「支配」（Dominance）。
擁有強大治癒力、不老不死及百病不侵的能力，將自身體液注入他人體內即可支配對方的精神與身體，或瞬間治愈別人的傷口。
此外，還可與其他人締結血之契約。契約者為身體直接攝取其的血液的特殊隨從，會獲得超乎常人的治愈力和健康的人生，只要不是失去頭部、身體大部份或年邁衰老就近乎不死。這些特殊隨從目前就在各國的政府、財閥或企業之中，需要時便會為其效命。
雖然有著能夠支配人類的力量，但本身對人類採取友好的態度。
與其他龍有一點不同的是，它連自身是龍與否也不清楚。
故事當中尚未展示其看上“D”以至將其龍化的能力。
但其權能的真正本質是將人類物種統合為一的力量。以體液支配對方或將其不死性分給他人，可說是成為該龍的一部份。明白這點的初代灰龍只支配最低限度的要人。然而一旦失去控制，卻是發動了權能的完全型態。除灰龍以外的全人類都會失去心智，成為共有不死性的細胞之一。這時以其為中心，各處都是會再生、增值的血霧。洛基少佐認為這權能與「惡龍（法夫納）」一樣是殺死人類的力量。
反之，組織內的契約者都被排除或對象是身為龍的性質超越人類的「人類」或如無人兵器的機械的話，這權能無效。
真正身分是密得加爾的學園長夏洛特·B·羅德，初代始祖則是夏洛特的父親李奧納多·B·羅德，與洛基·約頓海姆面貌極為相似。
抗體龍種編號為第八（阿哈特）。
清龙／无色的法夫纳（Clear Dragon／"Colorless" Fafnir）
本作第三名以人類姿態登場的龍。
由于初代法夫纳并没有使用过力量，权能並無以完全的型態顯現。在他自然死亡后权能就开始扩散削弱。碎片化的权能被称为废弃因子，几百年来扩散开的绝大多数废弃因子所有者，只有“比较擅长杀人”的程度这种程度的力量。
故事當中尚未展示其看上“D”以至將其龍化的能力。
权能的本质是通过“人类”这個共通属性带来的量子共振，在同调状态下对因果律进行固定干涉。简单而言是通过扭曲人类的命运，强制确定对方的死亡，其強制力甚至可“殺死”化為人型的末日殘渣。对因果的干涉力薄弱时（废弃因子较少和／或對象是具有人類外表的龍及其伴侶，亦是悠平常使用其力量的狀態），自己必须采取有助于让对方死亡的杀人行动以提升「死亡的可能性」；但當接近完全的廢棄权能时，只要想象对手的死亡就足以將其命运扭曲至死亡；而完全的废弃权能在活性化时（初代法夫纳从未将完全的权能活性化过），連具有人類外表的龍及其伴侶也只要想象其死亡就會死亡，但這時權能將會企圖取代持有者的意識而無法自行終止，還會被權能所發出的「去死」從精神上折磨，要從想像到的對象開始、將全人類殺光。悠認為這是世界對人類的殺意，因而交給人類的自爆裝置。
反之，對手是龍、身為龍的性質超越人類的「人類」或如無人兵器的機械的話，這權能無效。悠認為這些是「惡龍」的牙無法觸及的對手。
但若使用废弃權能的同時使用其他權能，就因為變為其他龍種，轉而對該龍種有效；相對的亦因變得不是人類，所以失去共通属性带来的量子共振，進而導致廢棄權能對人類失效。
真正身分是李奧納多的双胞胎哥哥（初代法夫纳）及其直系，包括洛基·約頓海姆及其父親（英雄）。
洛基少佐研究將扩散以後的廢棄因子向物部悠或赫瑞德瑪等人再收束。結果悠將全部廢棄因子再分散給除紫音外的其伴侶。
抗體龍種編號同為第八（阿哈特）。
苍龙／規制空間的蒼光（Shamash）
本作第二名以人類姿態登場的龍，名字直到第十三卷才公開。
權能與「不改變」的特性有關。已知對第九龍的能力「末日殘渣」（End Matter）具有免於侵蝕和壓抑效果。
權能所寄宿的器官被深月判斷出為（人類的）声音，及後身陷於「末日殘渣」的悠因得以伊莉絲等人呼叫其稱呼而明白準確的寄宿所在為聲音發出的言语。
在找出權能寄宿所在以前，這權能被認為需要持有者對於對象的記憶，藉以對變異的形狀或存在產生還原作用。但準確而言是以言語對變異的對象定義形體之「光」，可無法用以消滅末日殘渣；而且必須知曉定義對象的名字，小時的悠就因誤將「末日殘渣」定義為「深月」，以致末日殘渣被封入深月體內。
「光」並非無中生有，它以阿波卡利普斯的因子為燃料，而權能為「定宙的蒼光」的輸出裝置。混雜了越多阿波卡利普斯的因子，就越被吸取大量力量而最先「枯竭」，表現是全身非常冰冷並且持續下降。
但由於阿波卡利普斯的因子存在於世上的萬物，即是每個人類都可以成為光源。由於人類的光就是聲音，每個人類都可呼喚权能持有者的名字，從而有更多的光聚集。
亦可以使复数的“D”龙化。由於原权能持有者為人類，這使其肉体层面產生不变性，不会因为使用其他權能而使身体朝对应的抗體龍種靠拢。但亦因其特質，若不有意識地解放其他權能，就無法發揮其他權能本來的力量而只能各自沉睡在身體某處。
真正身分是物部悠，他其後將看上的“D”都龙化為其伴侶，為目前總數最多的龍種。
弗栗多發現其抗體龍種的本能是守護深月，但伊莉絲認為這「本能」早在悠變成苍龙以前、與深月在一起當中已經建立起來。
力量的正體是在最長的時間裡對抗著終焉殘渣的高次元生命體的力量，規制空間的蒼光，曾經在抵達蓋亞前就耗盡了力量，被終焉殘渣吞噬，化為第七真龍蹂躪世界，但被上位元素所產生的創生之力刻意賜予生命，與世界本身融合而成為世界的一部分。假都認為是第七真龍吞噬這個世界以後轉生而成，而它可能就在悠等人附近，真意是人類的體內其也混雜著阿波卡利普斯的因子，使得其權能現在能以諾因權能的形式寄宿在物部悠等人身上。
隨著安哥魯莫亞被消滅，該龍種己完成其使命。
抗體龍種編號為第九（諾因）。

#### 複合龍種
克拉肯茲拜（Kraken Zwei）
為篠宮都與克拉肯的孩子，被弗栗多稱為第二世代的複合龍種。
最初型態為邊緣延伸出秘銀絲線型觸手的銀色塊狀繭，後來布伦希尔德教室伐龙队前來討伐時從繭中出現一名年幼的少女，其容貌與篠宫姐妹很相似。
非常聰明。與貞德交談時很快便逐漸能理解她說的話。只看過「D」的飛行方法就能將上位元素轉換為空氣並且飛行。
同時具有「D」的「上位元素」和克拉肯的「絕對矛盾」權能，因而擁有由秘銀構成、從繭邊緣延伸出來的絲線型觸手（少女模樣時為頭髪）以捆綁或穿刺目標，以及從銀絲的縫隙間（少女模樣時為其紫色眼睛中）射出反物質彈的能力。還可以上位元素生成秘銀和進行生物體變換。
此外還有將所有「D」變為伴侶的能力，把曾與其交戰的「D」（悠除外）都企圖變成其龍伴侶。以後連沒有與其交戰的麗莎、菲莉爾與蒂亞的龍紋也有些微變色。一直沒有被龍看上過的悠也企圖看上，但被悠奮力拒絕。
本來在龍化的都的遺骸中其中一條触手之中，並且被宮澤健也回收後收藏在研究所地下四樓。因尤克特拉希爾造成電力系統停擺，空調與冷卻設備無法運作而覺醒。擊傷健也以後追著逃出研究所的貞德，直到哭泣才得到貞德的照顧，視貞德為親屬。
但在栃木縣的山間處野營時，因斯雷普尼爾小隊攻擊時，貞德為保護她而被擊中，導致發狂。以後如擄走貞德般保護著她並進行移動。因奇力強行救出貞德，同時將所有「D」變為伴侶的能力隨即覺醒，追求對象由親屬變為伴侶。以後其外貌與生存模式愈來愈接近龍，連「惡龍（法夫納）」的力量亦無效。
最終戰中以龍的力量幾乎將伐龍隊擊破，還企圖把接近它並且交戰的伊莉絲變成龍伴侶，這時悠看上對象的能力覺醒，被悠找出與「D」一樣可被看上的弱點，在悠將伊莉絲龍化的同時受到波及而被「變成人類」擊敗。
以後以「D」的身分被送到密得加爾，並且被命名為紫音·茲拜·篠宮。取名為紫音後的故事，請見角色列表的敘述。

#### 真龍
為在遙遠的過去中，蓋亞經歷的八度真龍（Truedragon）。所謂真龍是指危及到世界整體的存續的災厄。當中並不僅限于生命體，也包含各種各樣的現象：
第一龍／『死界』的幾欣拿（First Dragon／"Hell" Gehenna）
第一次災厄。為終結壽命的異界。
為來到這個世界的外敵的總稱。
第二龍／『究慧』的亞特蘭提斯（Second Dragon／"Ultimate Wisdom" Atlantis）
第二次災厄。為超越無限的訪客，為人類的祖先，最初來到大地的災厄。也就是舊文明的真身。過去曾經被碧之奇斯卡努消滅。
本作當中的人类起源為古代太空人論。根據悠的判斷，他倆很有可能是來自地球以外的星球，而其文明卻被世界視為威脅這個星球的存在。
亞特蘭提斯文明的首都位於當今的南大西洋西側。建築風格不像現代，而是給人近未來的印象。其建築物多是以曲線構成，道路扛扭曲蜿蜒。沒有稜角的道路十分難以掌握方向。牆壁的材質感覺接近陶瓷，但都是以非常高度的技術製造的物質，能長年沉沒在海底而損傷程度甚小。
亞特蘭提斯的真正身份是其最高位階機械知性體——亞特拉。
而人類的祖先——亞特蘭提斯人與現在的人類幾乎沒什麼兩樣。只是他倆的身體不比現在的人類那麼健康，容易生病；而事實上，那時人類正面臨滅亡的危機。即使亞特拉肩負著阻止人類滅亡的命題，使得醫療技術日新月異；但是人類出生率卻極端低落，平均壽命也逐漸縮短，人口持續減少。
雖然是人類的祖先，但被稱為災厄的，卻是其所擁有的科技（尤其是具有足以毀滅抗體龍種的對龍兵裝——『機龍』马尔杜克）。因此，為對應此災厄而出生的「碧之奇斯卡努」，擁有干擾電器以及干涉人類記憶的能力，藉此將人類的文明與科技消滅。
亞特蘭提斯被消滅以後，其首都仍然在地上存在一段時間。直到長年累月以下，地下支撐城市機能的工廠因失控而爆炸，地下結構遭到破壞，造成地層下陷而沉沒海底。而由於建築物受損程度較小，而成為水下遺跡當中明顯的象徵。
雖然如此，亞特蘭提斯把電子資料以二进制數字記錄在不易劣化、而且不是以磁場或電壓所保存石板以上，而且保管量多達數層樓。但亞特拉曾認為失去亞特蘭提斯文明以後，人類也無法再存活，更何況在日後復興文明。沒想到人類真的能延續至能把亞特蘭提斯文明復興。
現在物部悠從綠之尤克特拉希爾得到的遺失兵器情報就是由此而來。另一方面，阿斯嘉和尼福爾亦以某處舊文明的遺跡當中發現以後祕密管理的石板記錄的電子資料，使得亞特拉於現代復活。
第三龍／『真滅』的拉格納洛克（Third Dragon／"True Obliteration" Ragnarok）
第三次災厄。為吞噬眾神的黃昏。過去曾經被金之菲尼克斯消滅。
根據全知迴路的記錄，它是霧狀領域，是以他人的靈魂或精神為糧食，持續進行擴張的一個「世界」。霧亦可說是隔絕世界的結界，因此不只能隔絕電波，甚至能阻絕海水。不能只靠精神存活的生物會被分解成霧，但高等的精神生命體會成為其一部份而且在其內部也能保持形體。
領域以內就是亞特蘭提斯大陸首都的遺址，霧的內側有著許多過去滅絕的精靈或幻獸（例如獅鷲與歐特魯斯）。反之，沒有這些「居民」，世界無法維持下去，霧的領域就愈來愈萎縮。
奇力認為，人類在物質和關於科學技術的知識、記憶都被奇斯卡努干涉及奪走，開始原始的生活以後，亞特蘭提斯首都遺址被視為「宗教上的聖地」。由於過去曾有神明確實存在的時代，那麽神明或精靈等精神生命體的住處就是聖域般的場所，即亞特蘭提斯首都遺址。但亦因而被拉格納洛克盯上。
拉格納洛克的核心被稱為「最高神」的、最強大的精神生命體。為身高超過十公尺的巨人，全身穿著莊嚴的鎧甲；鎧甲的微小縫隙有光線外漏，意味著裡面沒有實體，可說鎧甲本身就是其本體；不如先前的神靈般有多條手臂，但手上僅有、槍尖發光的巨大長槍卻有著僅以一個刺擊，劈出直線痕跡的破壞力。反之，只要被消滅，霧世界亦會崩壞。
潛伏在南大西洋，當其他的不明領域及其真龍都被消滅後，完全被白色雲霧所籠罩，甚至吞沒南美大陸的一部份。深月及悠等人先後潛入。最後被分得「廢棄權能」的物部深月破壞核心毀滅。
第四龍／『重震』的諾瓦（Fourth Dragon／"Heavy Tremor" Nova）
第四次災厄。為無法抵抗的震動。過去曾經被銀之提亞馬特消滅。
本來就類似是一種現象，只要是物質，任何事物都可以成為它的核心，而它選擇了都，以與深月交涉。
能力是將重力增加數倍，愈是接近，重力就愈是增加。邊界附近為超重力空間，一瞬間就能將人類壓扁。
潛伏在在非洲大陸北部，其後被前來的物部深月藉假都的協助消滅，但其實有大量末日殘渣被假都吸收。
第五龍／『恆生』的巴哈姆特（The Fifth Dragon／"Eternal Longevity" Bahamut）
第五次災厄。為獨一無二的絕對生命。過去曾經被紅之巴西利斯克消滅。
最初型態僅為心臟與周圍的血管，以後正式變成龍形態。這時外觀很像黑之弗栗多，但體長為10,000公尺要比後者大得多。
能力是吞食熱能，吸取周邊熱能（包括爆炸、雷射），進行成長、再生、自我進化。在外部存在熱能的環境以下，可說是不死身。攻擊方式包括從頭部發射熱量光線與從背部射出類似飛彈的飛行物體。飛行時翅膀完全不動，完全是以噴射出的藍色火焰的推進力移動，近似以火箭推進的太空船。
深月體內的「末日殘渣」外洩後最先復活的真龍（生命體），從美國西海岸再次出現，並且飛往北極的不明領域。在北極海的第一防衛線，因繼承「紅之巴西利斯克」災厄時間權能的伊莉絲·芙蕾雅並未使盡權能的全力，悠等人與尼福爾撤退後重新北上，以後轉而飛往第三處不明領域。最後在挪威海的第二防衛線，終於由伊莉絲消滅。
消滅後被『終焉』的安哥魯莫亞回收，並且成為最終決戰中對上弗栗多的那顆。
第六龍／『異曉』的奈亞拉托提普（Sixth Dragon／"Anomalous Dawn" Nyarlathotep）
第六次災厄。為不安定的混沌。正確而言是沒有壽命的金屬生命體。過去曾經被紫之克拉肯消滅。
最初型態為銀色圓盤。由比秘銀更為堅硬的物質所構成，不但無法以「第三眼」射出的強力災厄時間風化。對馬爾杜克戰艦的各門火炮都有着絕對的防禦力。會從外緣部分解開帶狀的觸手揮出以打擊目標。
最初潛伏在北極的不明領域中。巴哈姆特與其接觸後在挪威海的第二防衛線，悠等人與巴哈姆特交戰時從巴哈姆特的影子再次出現，行動以保護巴哈姆特為優先。最後由繼承「紫之克拉肯」絕對矛盾權能的紫音·茲拜·篠宮消滅。
第七龍／『災化』的阿波卡利普斯（Seventh Dragon／"Disasterification" Apocalypse）
第七次災厄。為暴虐的波濤，曾經一度毀滅世界的災厄。
第七次災厄曾被黑之弗栗多指出度過的方式是不去防止。避開的方式是隱藏於上位次元。
原本是在最長時間裡對抗終焉殘渣的高次元生命體力量，規制空間的蒼光，但在抵達蓋亞以前就耗盡力量，被終焉殘渣吞噬，化為蹂躏世界的第七真龍，然後得到了新的生命。
但也在蹂躏世界時，因上位元素所產生的創生之力刻意賜予生命而被奪走力量，與世界本身融合而成為世界的一部分。而由於人類的體內其也混雜著阿波卡利普斯的因子，使得其權能現在能以諾因權能的形式寄宿在物部悠等人身上。
第八龍／『靈超』的休門諾伊德（Eighth Dragon／"Transcendent Soul" Humanoid）
第八次災厄。為再次降臨的叡智，現在的人類。
第八次災厄被黑之弗栗多稱為第二次災厄的翻版。人類自失去文明，卻因重新取回生命力；加上漫長的時間，因而再次擁有足以毀滅世界的科技力量（核武），但與第二次不同的是，因第七次災厄的連帶關係，人類被蓋亞認定為世界的一部分。但另一方面，世界仍然殘留視人類為外敵的部份。
由於世界的意見出現分歧，因而同時誕生出「灰之吸血鬼」和「無色之法夫納」。前者是為了不讓人類再次失去文明甚至種族滅絕而出現的，擁有操縱人類藉此迴避毀滅性戰爭的力量；而後者則是用以狩獵人類而出現的，擁有將人類確實從世界排除的力量。
這時後者卻將守護世界的職責託付給前者，而且終其一生始終不曾使用過該權能，以保全全人類。前者將其未被選擇的力量稱之為廢棄權能。
雖然前者宣稱會使用其權能守護世界，但卻未必拯救人類，但從結果而言，他同時將兩者都做到了。
第九龍／『終焉』的安哥魯莫亞（Ninth Dragon／"Final End" Angolmois）
第九次災厄。為消滅一切未來，約定的終結。
該次災厄與以前的第八次災厄相距僅數百年。
弗栗多發現其目前沉睡在深月的體內。
原本是在其世界被稱為「創造神」的「創造種」之一，經過進化而得到移居新天地的力量。真體是覆蓋著白銀鱗片的翼龍。有著透明結晶體狀的骨頭，內側有著如血液般流動的光，骨骼以上包覆著強韌的肌肉與鱗片。翅膀末端與雙腳發射體肉器官產生的能量，口中可將無窮力量化作蒼炎發出。有著只是一根指頭的大小也是巴哈姆特也無法與之相提並論的尺寸。
它一直等待其孩子也能成為「創造種」，但它過於相信其孩子。數十億年後，其世界末日時仍無成為下一代創造種的生命，亦無法逃離即將毀滅的星球，有知性的生物向其祈求救助令其失望。但也並無捨棄他們，而決定載走星球上全部的生命，啟程尋覓新世界，讓他們進化為創造種。但其實自己的壽命亦已至盡頭，而它亦無法找到新世界。原來對其孩子的感情，亦因在境界的縫隙間腐朽而被對生存的渴望取代。結果它吃掉體內的孩子，但也因而墮落，變成了末日殘渣。
抵達以後別的世界以後，靠著吸收那的生命以免滅亡，進一步變成執著於食慾的怪物。這時起的目的是持續吞食孩子，以其他世界的生命改變味道，永遠不斷地吞食下去。之所以選擇都作為世界新生的核心，只是加以利用作調味料。
能使用先前除第二與第八次災厄的真龍的能力，「末日殘渣」亦是其中之一。雖然變成都的模樣，但強行使用「上位元素」的話，會因上位元素與末日殘渣相容性不佳以及根深柢固的「終結」拖累而在物質變換時引起爆炸。
真正目的與阿波卡利普斯相同，吸收蓋亞的全部生命，藉以新生成為新生命，並且將地區改造為適合自己環境。
在雅戈泰資料庫中，被記錄為「墮落的創造種」，或是「大罪種」等七隻惡魔當中，名為「暴食」的大罪種。
深月體內的「末日殘渣」外洩以後，先後以深月的父母和朋友都蛊惑深月叛變。一同脫離以後，以『重震』的諾瓦名義先後帶她到非洲大陸北部與南大西洋的不明領域。但當深月形成不明領域以後，假都捨棄諾瓦的身份而決意要成為該真龍。但她並未打擾悠，並且藉他讓深月解放體內所有「末日殘渣」。
得到全部「末日殘渣」以後開始膨脹並且吞噬世界以前被悠等人以權能「定宙的蒼光」賦予該真龍的名字和形體而變回安哥魯莫亞的形體；但即將末日殘渣完全變成安哥魯莫亞之際，因伊莉絲倒下令「定宙的蒼光」減弱，連帶安哥魯莫亞以不完全型態襲來。即使如此，能力卻可侵蝕反重力物質。追擊悠等人時被弗栗多以「超重結晶」壓制於海底，但「末日殘渣」仍緩緩外洩擴散侵蝕結晶。
但其後，安哥魯莫亞切斷束縛較鬆的一個頭，讓該頭（有著利维坦、巴西利斯克和赫拉斯瓦爾格爾的頭蓋骨；被稱為1號）追蹤悠等人襲來（實際目標是它倆所憎惡、分別是橫刀奪愛的悠與以伴侶為餌背叛它倆的弗栗多）。同時吞食海中生物，藉其生命達成不完全的復活，並能不斷湧出覆蓋其無數骨頭的肉體。到悠等人準備交戰時，頭部持續變粗，體積膨漲至將近1.5倍，並且在水中以300公里每小時的速度移動。藉由吞噬以無效化一切的「口」、從身體冒出白色角以發出與巴哈姆特比擬的熱量光線，以及依靠「不想消失」的意志無效所有「破壞」概念的外力的內側骨頭，與馬爾杜克與納吉爾法號兩艘戰艦激戰。其後骨頭外殼被納吉爾法號戰艦的最大火力貫穿，而擴散的末日殘渣被悠等人以「定宙的蒼光」照亮，為了逃離光芒而返回本體。
安哥魯莫亞1號回歸時，本體已造成的汙染範圍直徑超過100公里，首度被以「定宙的蒼光」照射後終於掙脫超重物質的束縛並變成巨大的八個頭形態，同時以諾瓦能力展開重力場與悠展開的反重力相互抑制。八個頭被布倫希爾德的眾人悉數壓制以後，本體亦被貞德以念式連裝砲的最大火力貫穿，然後第二次被定宙的蒼光照射至最後一個人類（都）的頭蓋骨。該外殼亦被悠以「顯靈的齊格菲」破壞，而隨即噴出的末日殘渣亦被悠等人以「定宙的蒼光」壓回。當悠更準確地定義其真體後，從極巨大的真體的一部份逐漸顯現，迫使悠以斥力場將其帶至宇宙。
到達宇宙時已經顯露出屍骸般的真體，只剩下骨頭所構成，噴射出的火焰為暗紅色。攻擊手段包括以利牙咬向對方、從翅膀射出破壞力強大的紅光，而且對廢棄權能的量子干涉有抵抗力。即使頭部被破壞而崩壞，身體仍會繼續攻擊。最後的殘骸變形為尖牙，企圖與變回人類的悠同歸於盡，被悠以齊格菲完全消滅。

#### 其他龍
藍龍／藍之赫卡同克瑞斯（Blue Dragon／"Blue" Hekatonkheir）
名字由來為傳說的百臂巨人。
權能（嚴格而言不算）為「不死不滅」，擁有不死能力，即使受到致命傷害也能馬上恢復。
實際上是弗栗多使用上位元素創造出來，類似虛構武裝的兵器，亦能散播使用上位元素的因子。
三年前襲擊七登市，破壞途中被得到尤克特拉希爾力量的悠擊退。
奇力潛入密得加爾以後，以自身為中繼點令赫卡同克瑞斯在密得加爾出現，結果被布伦希尔德教室伐龙队成功击退。
弗栗多放棄奇力以後，控制新的赫卡同克瑞斯直接攻擊尤克特拉希爾，爆發了龍之間彼此戰鬥。最終赫卡同克瑞斯以自爆一度將尤克特拉希爾消滅。但這反而令尤克特拉希爾發現弗栗多的位置。
由於這以後弗栗多再沒有將它創造出來，被阿斯嘉的各龍現狀報告判斷為與尤克特拉希爾自爆後消失。

### 國家、組織
日本
黑之弗栗多最初出現的地方，同時也是「D」此一存在首先被確認之地。因為與龍關係極深，對於信奉龍的人們而言，日本等於是聖地一般。相反地，對於敵視、排斥龍和「D」的人們而言，日本可說是一切的元兇，即受到詛咒的土地。
东京（Tokyo）
本作中仍然維持日本首都的地位。
因為25年前，弗栗多在東京的出現而遭受重大損害，在重建之際進行了大規模的區劃整理。因此25年前與以後的城市的風貌本身就不同，當時損毀的东京铁塔亦已因而直接解體。只有少部份地方仍殘留著過去的模樣。
目前正聚集許多各自擁有兩種極端思想的人們，也產生了許多具有新興宗教性質的團體。而龍信奉者團體和龍排斥者團體的糾紛亦正在逐漸成爲為社会问题。
阿斯嘉極東分部第一研究所
為阿斯嘉於東京灣岸地區設立的研究所。所長是宮澤健也。建築從地表面向頂為二十層樓、向底為五層樓。
據奇力所言，該研究所的警戒系統等級異常的高，而宮澤健也一人還占有該研究所多數的研究區域。
研究所地下四樓還藏有人甚至龍的屍體。當中包括健也的妻子蕾娜和龍化的篠宮都的遺骸，以至收藏著克拉肯茲拜的觸手。
因尤克特拉希爾造成電力系統停擺，空調與冷卻設備無法運作，導致克拉肯茲拜覺醒並逃出研究所。對外只宣稱因設備產生異常，在地下發生爆炸事故。
七登市
本作虛構城市，為一座山間城市，悠和深月的故鄉。
該市著名的景點是展望台，為過去的城堡遺跡改建而成，也是悠和深月與赫卡同克瑞斯對峙的場所。
三年前遭受赫卡同克瑞斯襲擊，在快要被其完全破壞以前，因悠得到尤克特拉希爾力量並將赫卡同克瑞斯擊退而得救。
三年後悠等人回鄉時，鄰鎮被赫卡同克瑞斯襲擊所造成的破壞的重建仍未完成。
艾爾利亞公國
本作虛構國家，菲莉爾的祖國，位於西歐內陸的小國，靠著輸出稀少資源，近年經濟不斷成長。
因為國境周圍全都是高山，有「陸上島國」之稱。主要交通以空運為主。
數百年間都是由克雷斯特家統治，在菲莉爾的祖父阿爾巴特·克雷斯特即位後，將自己的權力釋放，使得艾爾利亞公國逐漸成為民主國家。
第二次世界大戰前一直是大國的領地，國王於獨立前一直都被稱為大公，公國這個名稱在獨立後也保留了下來。
阿斯嘉
為了解決各國間龍產生的問題，而在20年前設立的國際機關。旗下組織有尼福爾和密得加爾。
非常時期可以指示尼福爾和密得加爾進行聯合作戰，因此密得加爾的學生能夠有跟尼福爾相同的軍階。
軍事組織尼福爾
生產對龍武裝、研究對龍戰術，以及因應日常中龍災發生的軍事組織。
建立背景是一群不樂見被「灰之吸血鬼」支配的人們的勢力，他們派洛基的父親行刺羅德家，並且奉其為英雄。然後在夏洛特的支配尚未完備時創建，可說是從一開始就對夏洛特懷有敵意的組織。
最重要、佔最大比重的行動是藉由武力平定因龍通過而治安敗壞的國家或地域。
同時也負責發現並擒獲「D」之後以保護之名將她們送到密得加爾並且加以隔離的工作，但其實會秘密地篩選送入密得加爾的「D」（例如悠）。
在各龍都被討伐以後將會在解體，並且縮小重整為以「D」相關部門爲中心的組織。
尼福爾西歐地區第三基地
尼福爾發動暗殺菲莉爾的行動時，赫瑞德瑪在與斯雷普尼爾會合時所使用的直升機上印有其識別號碼。
奇力與貞德潛入基地探尋赫瑞德瑪的真相時，發現赫卡同克瑞斯在日本再現。
教育機關密得加爾
將「D」集中管理，教授她們知識的自治教育機關。原本只作為「D」的隔離設施，但是原本都還是孩子的「D」也隨著年歲成長，開始主張身為人的權利，要繼續支配她們是件困難的事。之後，在有力財閥和歷史悠久王家的女兒之中也出現「D」，於是密得加爾便以此爲契機，一口氣取得自治權，成為獨立的“教育”機關。
以後的職責只有教育「D」，但二年前克拉肯之戰以後，知道龍會為了求偶而襲擊「D」，此後亦成為對付龍的迎擊要塞。先前處於尼福爾管理之下，目前則完全是對等狀態。
於日本遙遠的南方、赤道附近的位置，將直徑達數公里的小型孤島進行改造蓋成學校。周邊設有名為環狀多重防衛機構的自動迎擊系統，只有經許可的船隻和飛機能夠進入，未經許可的便會進行排除。
學校內有四棟三層高的校舍，而全校學生只有70人，因此有大量空置教室。教室分為9個，分別是布倫希爾德教室、潔希德教室、荷姆薇潔教室、史維特萊德教室、奧特琳德教室、齊格魯娜教室、瓦爾特洛德教室、葛琳潔德教室，以及供年幼者就讀的羅絲薇瑟教室。各教室均以北歐女武神命名，有著「對抗龍的年輕少女」的意思。
密得加爾的一大特色是每個學生都具有掌上型電腦。上課時需要使用的資料全都安裝在電腦以內，所以不需要教科書。此外，每個學生都會有銀行賬戶，除了最低限度的生活費之外，在受托進行物質的生成或是從事尼福爾的任務時，都會依照成績給予獎勵，這些全都會匯入個人的銀行賬戶裏。而學會稀少金屬和能源資源的物質變換是賺錢的捷徑。學生證除了用作身份識別外也可以用來購物，可以使用的金額就是銀行賬戶裏的存款。
穆斯貝爾之子們
世界最大的恐怖組織，集結龍的信奉者，並以恐怖活動妨礙想要殲滅龍的國家或組織，尼福爾與密得加爾也在妨礙對象之列。
一旦龍災發生造成災害，就會積極進行布教活動，以拉攏人們加入組織，因而常與殲滅龍為主要方向的尼福爾發生衝突。
海渥卡集團
為麗莎本家營運的西歐大財閥，旗下具有眾多企業，总裁為馬克·海渥卡。
與尼福爾的關係密切，集團旗下從事的軍需產業企業工廠，負責生產尼福爾所使用的大部分武器。此外也是密得加爾的主要贊助者。

### 其他
法夫納計劃
為謠傳中尼福爾正在秘密進行的一個計劃，該計劃是基於廢棄權能假說。
正如龍有特殊能力一般，人類或許也有某種失去的特別力量——就是從那樣的期待所誕生出的真僞不明的假說。
事實上人類失去了兩種特別力量——除了在該研究中發現的、無色之法夫納的權能碎片化以後的廢棄權能外，還有遙遠過去的舊文明的遺失兵器（尤其是具有足以毀滅抗體龍種的對龍兵裝——『機龍』马尔杜克）。
廢棄權能的假說
與法夫納計劃和其內容都非常相似的假設。在北歐神話中的法夫納抱有被詛咒過的黃金。而認為黃金有價值的卻只有人類。因此，有許多人為了爭奪法夫納所擁抱的是黃金而失去性命。所以那種似乎只殺死人類的力量的廢棄權能，被認為是人類所失去的，那正是廢棄權能的假說。
雅戈泰
在《聖誕危機（上）》中登場，為亞特蘭提斯以外的另一種技術體系的古老文明遺產。
據洛基少校所言，只是「無法抵達者」的殘骸，比不上踏遍遙遠宇宙的亞特蘭提斯。儘管如此，所重現的先進裝備，如高精度光學迷彩、癱瘓環狀多重防衛機構的技術的威脅性仍不小
現在由一群人在地中海深處發掘的一艘『船』，並以其技術企圖反抗尼福爾。據點幾乎都己被鎮壓後，企圖奪取布倫希爾德教室的「D」作起死回生的最後手段，仍被悠、洛基少佐與斯雷普尼爾部隊所制止。

## 登場武裝

### 以上位元素構成的虛構武裝
齊格菲（Siegfried）
物部悠的虛構武裝。外觀為大口徑裝飾手槍。上位元素彈最多三發，亦可將三發凝聚為一發使用。一旦用完就會消失。
在動畫版之中，該槍為彩色槍身。但不知何故，第十卷封面中悠手握的該槍卻是黑色槍身。
空壓彈
發射空氣子彈。
電漿彈
發射電漿子彈。
監獄彈
發射能形成一個小鐵籠的子彈。
赤刃彈
生成壓縮成刀子狀的空氣，提高壓縮率的刀尖發出高熱，產生紅色的殘影。
白煙彈
發射在空中轉換成細小的灰塵和空氣的子彈。
氮氣彈
發射氮氣子彈，用於滅火。
斥力彈
發射斥力子彈。
顯靈彈
發射顯靈粒子子彈。
雙翼之杖（Caduceus）
伊莉絲·芙蕾雅的虛構武裝。外觀為魔法少女樣式的銀色魔杖。以咏唱咒文如使用魔法般進行物質變換。
聖銀啊，爆炸吧
將物質變換成秘銀然後如榴彈般引發爆炸，爆炸可附帶方向性。
雨珠啊，散開
將物質變換成水塊，然後炸成一片水蒸氣。
烈風呀，爆炸吧
將物質變換成壓縮的空氣，然後爆炸。
聖銀啊，降下
從天空投下數之不盡的秘銀碎片。
五閃神弓（Brionac）
物部深月的虛構武裝。外觀為弓。
一之箭—分離之風
發射數量大約100枝的風之箭。
二之矢—焚夜灼光
發射具有龐大熱量、赤紅光輝的箭矢，命中時引發巨大的爆炸；即使掠過，都帶有熔解效果。
三之箭—穿月虛空
命中時將目標化為灰塵。
四之箭—凍結太陽
發射低溫的箭矢，命中時引發大範圍凍結。
終之箭—天落流星
深月的絕技，為以反物質生成的箭矢。
永恆之槍（Gungnir）
麗莎·海渥卡的虛構武裝。外觀為長槍。近戰時直接穿刺，遠戰時則以陽電子炮攻擊。
第五卷封面之中，麗莎所握持的該槍為綠色槍尖；第十三卷時，改為附有倒刺的藍色槍尖。
貫穿吧，閃光
從槍尖發射陽電子炮。
聳立吧，鐵塔
從槍尖發射上位元素塊，將它們在空中物質變換成鐵針，用作避雷针。
奔馳吧，風槍
從槍尖發射凝聚的風。
凍結吧，冰牙
從槍尖發射藍白色的冷卻物質。
貫穿吧，神槍
從槍尖發射最大威力的陽電子炮。
虛構魔書（Necronomicon）
菲莉爾·克雷斯特的虛構武裝。外觀為魔法書。以使用魔法的印象進行物質變換。
四重氣爆
將壓縮至極限的空氣炮彈，對著同一個地方連射四發的攻擊。
四重炎爆
同四重氣爆，但空氣炮彈改為烈焰，目前最大發射八發（八重炎爆）。
冰雪八重奏
發射八發冰彈，冰會在飛行途中持續變大。
大地九重奏
發射九發岩石。
極光大和弦
菲莉爾的絕技，發射火、風、冰、光等各種屬性的無數子彈。
牙之盾（Aegis）
艾列拉·露的虛構武裝。外觀為拳套。
能展開多達數層的力場防禦，最強防禦是「七相大盾」（Seras Athena）；反過來時亦可用以攻擊。
粉碎灼槌（Mjolnir）
蓮·宮澤的虛構武裝。外觀為鐵鎚。
龍之紅翼（Tiamat）
蒂亞·萊特寧格的虛構武裝。外觀為背部生成大型紅色龍翼。以雷電攻擊。
繼承權能「全知回路」以後，可藉其輔助完全支配生成的雷電，以強化放出的雷電威力。
最後更可生成大量不可視的細微上位元素，並作出雷電轉換以進行攻擊或防禦。
斬夜之刃（Kusanagi）
篠宮都的虛構武裝。外觀為薙刀。
天叢雲
篠宮遙的虛構武裝。外觀為淡紫色光輝刀身的大刀。
一之太刀—水閃
以高密度的水如劍氣般斬開遠處的目標。
禍炎界（Muspelheim）
琦莉·史爾特爾·穆斯貝爾海姆的能力。平時生成大量不可視的細微上位元素，並作出火焰以與熱量轉換以進行攻擊或防禦。
禍炎劍
奇力的絕技，發射紅色熱線。

### 以其他權能構成的虛構武裝
災厄之杖
將「災厄時間」同虛構武裝的原理具現化的武裝，為雙翼之杖的紅色杖身版本，無需經過上位元素變換和虛構武裝即可直接召喚。
同樣以詠唱咒文如使用魔法般放出令時間超極速流逝的紅色閃光。
為第一款並非以上位元素生成的虛構武裝。
顯靈的齊格菲（暫稱）
將「顯靈粒子」同虛構武裝的原理具現化的武裝，為齊格菲的金色槍身版本。
只能發射顯靈彈，但效果比藉齊格菲發射更能發揮權能的實力。
悠首度時對自己使用，並使得自己如赫拉斯瓦爾格爾般全身包覆於光衣。以後在拉格納洛克中用以對付一眾幻獸。對安哥魯莫亞本體的最終決戰中亦用以射穿象徵都的頭蓋骨外殼。
顯靈的永恆之槍（暫稱）
將「顯靈粒子」同虛構武裝的原理具現化的武裝，為永恆之槍的金色槍身版本。
靈輝劍
將「顯靈粒子」同虛構武裝的原理具現化的武裝。與以上不同在於與其原型不同。
在對安哥魯莫亞本體的最終決戰中正名，名字來自《尼伯龍根之歌》當中記載的神劍。

### 遺失兵器
全部是從綠之尤克特拉希爾得到的兵器情報，這種武器並非現代最新銳的兵器，而是存在于遙遠過去的舊文明遺失兵器。其中馬爾杜克更是以現代科學技術直到第9卷才重現其中一個的武器。為遙遠過去存在的舊文明的技術之一，相關的所有數據在現代都不獲保留。
『機龍』马尔杜克（"Deus Dragon" Marduk）
為對龍作戰時的王牌，被物部悠多度使用的對龍兵裝。
實為人類的祖先—舊文明人類，為了對抗其他世界的敵性體而創造出來加以驅動的抗體兵器、不管天空還是宇宙都能飛行的戰艦。因此每個部份的力量，都擁有足以匹敵這世界的權能，也對種種威脅具有特效。但正因如此，『機龍』就被直指為亞特蘭提斯對這世界整體的威脅性本質的詞語。
戰艦本身全長200公尺，覆蓋著白銀裝甲的船體上刻劃著溝痕。那些畫出幾何圖案的線條，有如血管的脈動，規律地不斷閃爍。武裝幾乎都集中在船體上部前方，兩舷折疉收納著可變後掠翼，並於以上具備了飛行時使用的重力控制裝置。速度之快為從密得加爾以巡航速度直線飛向北極海需時約2.5小時；只要有意，甚至可脫離大氣圈外進行彈道飛行。正因是有考慮到在宇宙使用的情況，甲板艙門以前是裝有兩道門的氣密室。
艦橋位於艦內上部，為直徑約10公尺圓頂房間，天花板能夠即時映出周圍的影像。內部設有四張座位，分別在中央與沿著前方圓周的三張。作業系統與控制面板所顥示的文字為舊文明式，但在蒂亞修改以下改為現代英語及追加阿斯嘉規格的虛擬作業系統。艦橋以後的通道左右兩側為船員所用的客艙。
以精神與戰艦的精神連結系統連結的操縱士為「連結者」。駕駛戰艦最少需要兩名連結者，其中一人負責操縱和武器管制，另一人則是偵察和剩下的功能，必要的外部情報則是兩者共享。普通航行模式只有一名連結者仍可勉強控制，然而進入戰鬥狀態時，膨漲數倍的負擔足以炸掉頭腦。每當悠構築馬爾杜克（的一部份）之際就已經自動連好並獲得主控權，需要讓另一人的精神與戰艦的系統連結時，只要用思考或言語將命令傳給系統，系統就會自動連結另一人的精神。連結者可化作意識體，將艦內的視覺影像投映在腦中以觀察客艙以內的狀況。
第15集由亞特拉揭露，馬爾杜克戰艦的主要動力系統是過觀測式次元引擎，為藉由製造出假性的特異點以此作為動力。但如果有兩座完全相同的引擎在運轉，會因兩個特異點相連造成能量外洩，最壞情況會導致整個星球消失。因此，馬爾杜克戰艦不能大量生產，意即不能製造兩艘以上。
由於悠的上位元素生成量非常少，由「D」的力量構築時需要藉由其他「D」的上位元素才能達成。但本來的馬爾杜克是體積非常龐大的兵器，包括大量類型的砲台。因此直到第12卷傾盡全密得加爾所有的「D」的力量才以完全構築（Full Revive）重現於世，在這以前悠只能構築出最低限度必要的一部分。以下為登場的砲台：
封鎖天空之塔（Babel）
馬爾杜克主炮，又譯為「封天之塔」。炮身在途中分成兩股，內側埋入透鏡狀的機器。
發射超重力炮擊，光芒的內側透出黑暗的詭異光輝。被擊中的目標會被拖進所產生的空間斷層。使用後會因透鏡狀機器的小規模爆炸而自我崩毀。
在馬爾杜克戰艦以上搭載一門並且與其尖銳延伸的船艏化成一體，鏡片更分叉成兩片，並因直接連接戰艦主機而能夠發揮出百分百的性能，發射以後在炮身冷卻與能量重新填充完畢以前無法射擊。
第9卷時由尼福爾彷製成功並且搭載在納吉爾法號戰艦以上。
燒滅境界的蒼炎（Megiddo）
馬爾杜克的特殊火炮，又譯為「淨界之炎」。炮名直到第二次交易才得知。具有長達十數公尺的炮身，因無法完全重現，回路與管線都裸露在基座以外，而且沒有加裝冷卻功能。
發射藍色光輝的烈焰。使用後會因過熱而扭曲融解。在馬爾杜克戰艦以上搭載兩門，而且解決了過熱問題。
貫通彼岸的方舟（Noah）
馬爾杜克的念式連裝砲。由於比上述兵裝要小一輪，為唯一能幾乎完整構築型態的砲台。炮台與連結者在精神連結上的連系也比上述兵裝更為強力。為二連裝的炮塔，具有能夠旋轉的炮座。外觀繪有發出亮光的線文。
發射將連結者思念增幅、高密度壓縮後實體化的精神波炮彈。該兵器的開發者們發現大氣中含有顯靈粒子以後將之加以應用，因此顯靈粒子的濃度愈濃，炮彈的威力愈強（另外注入精神力愈多，炮彈的威力亦愈強，甚至可造成物理性破壞）。雖然可連續發射，但對連結者的精神會有不小負擔；若注入超過一人的精神力，仍會因超負荷的自我崩毀。
在馬爾杜克戰艦以上搭載八門，而且靠著戰艦本體的系統，精神力的增幅率大幅提升，使得射手的精神力沒那麼快見底。如果解除限制，甚至可挖掘至靈魂深處。
吞星之風穴（Abyss）
馬爾杜克的亞空還噴進炮。外觀是令人仰之彌高的大型导弹發射匣，雖然沒有上述那樣的長炮管，但搭載了龐大的破壞兵器。
發射可說是無數的飛彈。飛彈爆發時會強行製造在本來不可能存在的同坐標亞空間，藉由連同亞空間一起修正力，將那裡與周圍事物消除的自毀武器。
在馬爾杜克戰艦的艦橋後方兩側各搭載一門，並可用作對空與對地的飛彈。
分隔樂園的境界
第12集首度登場。於完全構築的馬爾杜克戰艦下方搭載72座的小型浮游機。與上述的對龍兵裝不同，它是防禦兵裝。可在機體之間以光線相連，然後構築起防護罩。能夠抵禦巴哈姆特最大火力的攻擊。有著使用次數與運轉時間的限制，超過負擔限界會損毀。
第12集末被叛變的深月破壞，剩餘乘員都轉乘納吉爾法號戰艦以後將其殘骸銷毀。
第14集末，悠藉弗栗多再度完全構築另一艘，並保持至行動完成。戰後的處置不明。
涅伽爾（Nergal）
舊文明的對人兵器，為射擊式電擊手枪。槍身仿佛由數個積木組成，有如圖紋般刻在槍身上頭的線條發出淡淡光芒，裝填彈數為9發。雖然是對人壓制用非致命性武器，卻還是相當危險的武器。只要打中就幾乎能確實奪走對方意識，就算能馬上醒來，也會在數小時內無法活動。雖然看起來像是科幻电影的模型槍，但確實是被尼福爾所採用的實戰兵器。有分為舊文明型的AT型（Arche Type）與現代大量生產的MP型（Mass Production）。
伊絲塔（Ishtar）
舊文明的對物步槍，外型風格與涅伽爾相似。槍身比涅伽爾要長，握把並非用單手掌握，而是必須以手臂抱住的形狀。有效射程超過一千米。也被尼福爾所采用，因而亦與涅伽爾一樣有分為AT型與MP型。
恩利爾（Enlil）
舊文明的對甲兵器，槍身比涅伽爾較長，槍口部分大得不自然。對射出的子彈附加特殊振動，其射出的振動彈能將沖擊傳導至包裹著堅固裝甲的內部。由於不是直接使敵人負傷的武器，所以殺傷力較低。由於構造過於複雜，尼福爾放棄該武器的大量生產，因而沒有AT型與MP型之分。
巴力（Baal）
舊文明的對群武裝，為槍劍一體，用於近、中距離戰的槍刃。具有鋒利的銀色刀身和發射大口徑子彈的功能。

### 其他武裝
烏魯克73E
尼福爾戰車所採用的對爆裝甲。
大馬士革09P
尼福爾所採用的對物裝甲。
尼福爾軍艦
尼福爾所採用的軍艦幾乎都是受到雲端系統控制的對龍戰鬥用無人艦，以避免人員損失。
艦載武裝為魚雷、對空炮和對空飛彈。
蓋博爾加（Gáe Bolg）
尼福爾的王牌，對龍用洲際彈道飛彈。
前端部分是用秘銀制造，可刺穿任何龍的表皮，在內部引起爆炸。落下時會以複數推進器進行加速，最終速度超過40馬赫，可說是地球上最快的實彈兵器。
名字由來為凱爾特神話中半人半神英雄庫胡林所使用的魔槍。
科基托斯（Cocytus）
蓋博爾加的修改型，把內容物從炸藥改成冷卻劑。
被應用於討伐巴哈姆特的戰鬥當中。
名字由來為希臘神話中流入冥府、哀嚎的河流。
戰術高能雷射
雷射砲塔，展開後為圓狀、二十公尺高的立方體機組，張開圓形的鏡面孔，然後發出數十道雷射炮擊。
由於是雷射兵器，所以速度大幅淩駕于蓋博爾加之上的次光速，在擊出瞬間就已經命中。
被密得加爾用作環狀多重防衛機構（ミドガルズオルム）的自動迎擊系統。
米斯特汀（Mistilteinn）
為尼福爾研製出對巴西利斯克大型航空炸弹。
藉由使用秘銀才得以達到的嚴格計算其耐用性，兵器設計旨在能夠突破災厄時間並直接接觸巴西利斯克。
但是在實際作戰中，卻在擊中以前被巴西利斯克以第三隻眼晴發射的強力紅色閃光連秘銀防壁一併消滅。
以後悠卻提出以米斯特汀為盾，掩護伐龙队的作戰。最終僅以米斯特汀的原型品為代價將巴西利斯克击杀。
名字由來為北歐神話中由槲寄生變成、擊殺光明之神巴德爾的魔劍。
納吉爾法號戰艦（Naglfar）
為尼福爾對密得加爾強制檢查時作為艦隊旗艦的對龍戰艦，為舊文明的遺產。
以艦隻的體積和陣形內的位置，令人一看就知道是旗艦。蒂亞認為它很像馬爾杜克。
事實上尼福爾借亞特拉之力所完成的仿製馬爾杜克。搭載了亞特蘭提斯系統，能以機械自動執行事先設定的命令，甚至可僅由艦長一人操作；而且裝有一對主翼而具有飛行能力。可並無導入精神連結系統；而且由於無法連重力控制系統都重現，以主翼裝載的渦輪替代，但也導致飛行時比晃動比馬爾杜克戰艦劇烈，噪音也較大，而且滯空受燃料所限。可由於本來有大量船員搭乘，相對旳居住用的房間數量遠比馬爾杜克要多。而且其能以現代知識與技術彌補不足。
艦載主炮是仿自馬爾杜克戰艦的複制巴别塔（Babel Replica），除威力略遜於原版以外效果相同。另一款仿自馬爾杜克戰艦的武裝為試作念式單裝砲複制诺亚（Noah Replica），為原「貫通彼岸的方舟」的單管降格型，除了因調整不足、強化率差劣導致標準模式威力僅原版十分之一，或是無馬爾杜克系統的支援而嚴重耗損連結者的精神力以外效果相同；另外亦搭載了現代的蓋博爾加（或科基托斯）的發射器。
為了彌補複制諾亞增幅率低落，在安哥魯莫亞1號襲來前的補給時改裝了斯雷普尼爾系統。這系統是在尼福爾各基地設置抽出精神能源的機械，並且透過作為副連結者的斯雷普尼爾隊員將精神能源傳達至納吉爾法號。但由於注入超過一人的思念，冷卻系統趕不上精神能源增幅爐溫度上升的速度等因素以下，砲塔擊發時會因超負荷而造成波及全艦的損毀，因而只能用作奇策。
密得加爾攻防戰尾聲以主炮向密得加爾炮擊時被蒂亞駭進戰艦而停止炮擊，炮擊被艾列拉「七相大盾」擋下。
從前往的美國西海岸的尼福爾支部變成未知領域起，轉為追擊『恆生』的巴哈姆特以至相關的不明領域、安哥魯莫亞。以後退下除洛基以外的乘員，並一直協助馬爾杜克戰艦。當馬爾杜克戰艦被叛變的深月破壞以後，剩餘乘員都轉乘該艦繼續航行。直到第14集末，馬爾杜克戰艦再度完全構築才回到僅由洛基與亞特拉操縱艦隻。
與安哥魯莫亞1號交戰中，以複制諾亞的最大威力將其貫穿，但也造成全艦無法維持飛行，迫降海面。
名字由來為北歐神話中以死者的指甲建成的巨艦。

## 出版書籍

### 輕小說
| 集數 | 日文標題 | 中文標題 | 講談社         | 講談社                                                  | 東立出版社     | 東立出版社             | 東立出版社           | 封面人物                   |
| 集數 | 日文標題 | 中文標題 | 發售日期       | ISBN                                                    | 發售日期       | 通常版 ISBN            | 限定版 EAN           | 封面人物                   |
| ---- | -------- | -------- | -------------- | ------------------------------------------------------- | -------------- | ---------------------- | -------------------- | -------------------------- |
| 1    |          | 龍之樂園 | 2013年7月2日   | ISBN 978-4-06-375312-7                                  | 2014年3月31日  | ISBN 978-986-348-466-0 | EAN 471-0945-54325-3 | 伊莉絲·芙蕾雅              |
| 2    |          | 無瑕之緋 | 2013年10月2日  | ISBN 978-4-06-375326-4                                  | 2014年6月19日  | ISBN 978-986-348-993-1 | EAN 471-0945-54374-1 | 蒂亞·萊特寧格              |
| 3    |          | 災厄之紅 | 2013年12月27日 | ISBN 978-4-06-375351-6                                  | 2014年8月7日   | ISBN 978-986-365-418-6 | EAN 471-0945-54468-7 | 物部深月                   |
| 4    |          | 靈魂之嘯 | 2014年4月2日   | ISBN 978-4-06-375363-9                                  | 2014年10月23日 | ISBN 978-986-365-903-7 | EAN 471-0945-54481-6 | 菲莉爾·克雷斯特            |
| 5    |          | 龍園之祭 | 2014年7月2日   | ISBN 978-4-06-375379-0                                  | 2014年12月29日 | ISBN 978-986-382-306-3 | EAN 471-0945-54503-5 | 麗莎·海渥卡                |
| 6    |          | 翡翠風暴 | 2014年10月2日  | ISBN 978-4-06-381406-4                                  | 2015年2月9日   | ISBN 978-986-382-702-3 | EAN 471-0945-54564-6 | 蓮·宮澤                    |
| 7    |          | 黑之女神 | 2014年12月26日 | ISBN 978-4-06-381435-4                                  | 2015年4月16日  | ISBN 978-986-431-154-5 | 不適用               | 奇力·史爾特爾·穆斯貝爾海姆 |
| 8    |          | 紫之新生 | 2015年4月2日   | ISBN 978-4-06-381453-8 ISBN 978-4-06-358756-2（特裝版） | 2015年8月6日   | ISBN 978-986-431-957-2 | EAN 471-0945-54662-9 | 伊莉絲·芙蕾雅              |
| 9    |          | 蔚藍之契 | 2015年7月2日   | ISBN 978-4-06-381472-9                                  | 2015年11月5日  | ISBN 978-986-462-497-3 | 不適用               | 艾列拉·露                  |
| 10   |          | 無色繼承 | 2015年10月30日 | ISBN 978-4-06-381499-6                                  | 2016年2月15日  | ISBN 978-986-462-971-8 | EAN 471-0945-54757-2 | 物部悠、洛基·約頓海姆      |
| 11   |          | 彩色庭園 | 2016年4月1日   | ISBN 978-4-06-381528-3                                  | 2016年8月15日  | ISBN 978-986-470-721-8 | 不適用               | 弗栗多                     |
| 12   |          | 闇黑災禍 | 2016年8月2日   | ISBN 978-4-06-381550-4                                  | 2016年11月7日  | ISBN 978-986-482-192-1 | 不適用               | 物部深月                   |
| 13   |          | 星塵之泣 | 2017年2月2日   | ISBN 978-4-06-381582-5                                  | 2017年6月12日  | ISBN 978-986-482-394-5 | 不適用               | 麗莎·海渥卡                |
| 14   |          | 虹色碎片 | 2017年6月2日   | ISBN 978-4-06-381607-5                                  | 2017年9月28日  | ISBN 978-986-486-739-4 | 不適用               | 奇力·史爾特爾·穆斯貝爾海姆 |
| 15   |          | 無限光輝 | 2017年11月2日  | ISBN 978-4-06-381624-2                                  | 2018年3月22日  | ISBN 978-957-260-545-5 | 不適用               | 伊莉絲·芙蕾雅              |
| EX   |          | 無盡世界 | 2018年3月30日  | ISBN 978-4-06-511545-9                                  | 2019年1月17日  | ISBN 978-957-262-210-0 | 不適用               | 伊莉絲·芙蕾雅、物部深月    |

### 漫畫版
2013年10月發表漫畫化消息。2014年3月（#41號）的《good!Afternoon》（講談社）中開始連載。
| 冊數 | 講談社        | 講談社                 | 東立出版社     | 東立出版社             |
| 冊數 | 初版發售日期  | ISBN                   | 發售日期       | ISBN                   |
| ---- | ------------- | ---------------------- | -------------- | ---------------------- |
| 1    | 2014年10月2日 | ISBN 978-4-06-387998-8 | 2015年9月21日  | ISBN 978-986-431-288-7 |
| 2    | 2015年1月7日  | ISBN 978-4-06-388024-3 | 2015年11月23日 | ISBN 978-986-431-289-4 |
| 3    | 2015年7月7日  | ISBN 978-4-06-388068-7 | 2015年12月28日 | ISBN 978-986-431-863-6 |
| 4    | 2016年3月7日  | ISBN 978-4-06-388128-8 | 2016年6月7日   | ISBN 978-986-470-115-5 |

## 電視動畫
2015年1月8日於TBS電視台、CBC電視台、BS-TBS、鬱金香電視台、SUN電視台播出。

### 製作人員
- 原作：（講談社／講談社輕小說文庫刊）
- 原作插畫：梱枝Riko
- 總監督：草川啟造
- 監督：高橋順
- 系列構成、劇本：江夏由結
- 角色設計、總作畫監督：安田祥子
- 效果作畫監督：福島秀機
- 生物設計、動作作畫監督：相坂直紀
- 美術監督：武藤正敏
- 色彩設計：林由稀
- 音響監督：飯田里樹
- 音樂：R・O・N
- 音樂製作：日本哥倫比亞
- 音樂製作人：植村俊一
- 製片人：田中潤一朗、伊藤洋平、植村俊一、有馬茂晃、中目孝昭、吉川敦史、藍谷厚史
- 動畫製作人：江里口武志
- 動畫製作：Diomedéa
- 製作協力：講談社、日本哥倫比亞、第一興商、diomedea、日音、Ray、DAX Production、日本播音演技研究所
- 製作：銃皇無盡的法夫納製作委員會、TBS

### 主題曲
片頭曲「FLYING FAFNIR」
作詞、作曲：神田沙也加，編曲：Billy，主唱：TRUSTRICK
片尾曲「Ray of bullet」
作詞、作曲、編曲：園田智也
主唱（第1－11話）：伊莉絲·芙蕾雅（日高里菜）、物部深月（沼倉愛美）
主唱（第12話）：伊莉絲·芙蕾雅（日高里菜）、物部深月（沼倉愛美）、麗莎·海渥卡（金元壽子）、艾列拉·露（德井青空）、蓮·宮澤（內村史子）、蒂亞·萊特寧格（佐倉綾音）

### 各話列表
| 話數   | 日文標題 | 中文標題           | 分鏡              | 演出              | 作畫監督                                                 | 片尾插畫    | 改編自 |
| ------ | -------- | ------------------ | ----------------- | ----------------- | -------------------------------------------------------- | ----------- | ------ |
| 第1話  |          | 龍園密得加爾       | 高橋順            | 筑紫大輔          | 相坂直紀、飯飼一幸 池田龍也、藤田正幸                    | 伊右群      | 第1卷  |
| 第2話  |          | 白之利維坦         | 山本秀世          | 矢野孝典          | 森悅史、武本大介 池原百合子、宇津木勇                    | so-bin      | 第1卷  |
| 第3話  |          | 咆哮的法夫納       | 齋藤昭裕          | 齋藤昭裕 高橋順   | 相坂直紀、近藤瑠衣 山崎愛、飯飼一幸                      | 珈琲貴族    | 第1卷  |
| 第4話  |          | 龍人蒂亞           | 安藤良            | 安藤良            | 夏野庸、深野敏彥 金銀河、李宰昱 朴常昱                   | 籠目        | 第2卷  |
| 第5話  |          | 禍炎之穆斯貝爾海姆 | 高橋知也          | 矢名綠            | 粟井重紀                                                 | Yuugen      | 第2卷  |
| 第6話  |          | 紅翼之蒂亞馬特     | 筑紫大介 高橋順   | 畠山茂樹          | 相坂直紀、池原百合子 宇津木勇、武本大介 中山和子、森悅史 |             | 第2卷  |
| 第7話  |          | 無瑕之緋           | 高橋順            | 高橋順 矢野孝典   | 相坂直紀、菊川孝司 重松晉一、飯塚葉子                    |             | 第2卷  |
| 第8話  |          | 侵攻的巴西利斯克   | 吉田泰三          | 佐藤和麿          | 相坂直紀、飯飼一幸 藤田正幸、池田龍也 白石悟             | karory      | 第3卷  |
| 第9話  |          | 絕海的前線         | 渡邊慎一          | 伊藤史夫          | 韓承煕、石丸史典 野村治嘉、望月俊平                      | 中島有華    | 第3卷  |
| 第10話 |          | 赤色的災厄         | 高橋知也 黑瀨里美 | 渡邊慎一          | 栗井重紀、深野敏彥 飯塚葉子、遠藤省二                    | 和泉Tsubasu | 第3卷  |
| 第11話 |          | 天墜的米斯特汀     | 水野和則          | 矢野孝典 畠山茂樹 | 小島繪美、白石悟 千光土海登、飯塚葉子                    |             | 第3卷  |
| 第12話 |          | 無盡的法夫納       | 高橋順            | 高橋順            | 相坂直紀、飯飼一幸 池田龍也、白石悟                      | 河馬子      | 第3卷  |

## 外部連結
- 輕小說文庫｜銃皇無盡的法夫納｜作品介紹｜講談社COMIC PLUS （页面存档备份，存于）（日語）
- 《銃皇無盡的法夫納》特設網頁（日語）
- 銃皇無盡的法夫納 官方網頁｜TBS電視台 （页面存档备份，存于）（日語）
- 電視動畫「銃皇無盡的法夫納」| 日本哥倫比亞 （页面存档备份，存于）（日語）
- 銃皇無盡的法夫納的X（前Twitter）（日語）
- 東立出版社《銃皇無盡的法夫納》宣傳網頁 （页面存档备份，存于）（繁體中文）